# Кривелли, Витторе
Витто́ре Криве́лли или Витто́рио Кривелли (итал. Vittore Crivelli или итал. Vittorio Crivelli, между 1435 и 1440 годами, Венеция, Венецианская республика — не позже апреля 1502 года, Фермо, область Марке) — живописец раннего итальянского Возрождения периода кватроченто венецианской школы, младший брат живописца Карло Кривелли, работал в Далмации и провинциальных городах Центральной Италии, формально входивших в Папскую область.
Длительное время историки искусства рассматривали Витторе Кривелли как малозначимого представителя венецианской школы живописи второй половины XV века и только в связи с биографией и творчеством его старшего брата. В конце XX — начале XXI века фигура художника привлекла пристальное внимание итальянских исследователей. Его произведения стали предметом анализа в монографиях и многочисленных научных статьях. Современные историки искусства отмечают его вклад в формирование иконографии Непорочного зачатия Девы Марии, Мадонны милосердия, святого Франциска Ассизского и святого Бонавентуры, а также утончённость и профессионализм его работ. В городах Центральной Италии и Хорватии прошли выставки, посвящённые творчеству Витторе Кривелли. Его произведения представлены в постоянных экспозициях таких крупных музеев, как «Метрополитен» в Нью-Йорке, Художественный музей Филадельфии, Музей Виктории и Альберта в Лондоне, Государственный музей изобразительных искусств имени А. С. Пушкина в Москве и других.
Целый ряд сохранившихся до нашего времени документов, связанных с мастерской Витторе Кривелли, располагавшейся сначала в далматинском городе Задаре, а затем в городе Фермо на востоке Центральной Италии, позволяют историкам искусства анализировать такие аспекты её деятельности, как цены на созданные Витторе Кривелли полиптихи для частных лиц и религиозных организаций, условия принятия в мастерскую учеников, территориальный и социальный круг заказчиков художника.

## Биография

### Семья и обучение живописи
Витторе Кривелли, как предполагает значительная часть современных искусствоведов, — младший брат более известного художника Карло Кривелли (разница в возрасте, вероятно, составляла около пяти лет). Витторе родился в Венеции, предположительно, между 1435 и 1440 годами. Со слов итальянского историка искусств, сотрудника Флорентийского университета Алессандро Дельприори, отец Карло и Витторе носил имя Джакомо и также был художником. Итальянский искусствовед предполагал, что именно он познакомил своих сыновей с живописью. Нидерландский историк искусства Раймонд ван Марль называл Витторио братом и главным учеником Карло Кривелли. Он упоминал, что, хотя нет документальных свидетельств родственных связей двух художников, оба они носили одинаковые фамилии, а их отца звали Джакопо (а не Джакомо, как считал Алессандро Дельприори). Нидерландский искусствовед считал, что в семье был ещё третий брат по имени Ридольфи, тоже художник. Доктор искусствоведения, профессор Ирина Арсенишвили добавляла, что Джакопо жил в Венеции в приходе церкви Святого Моисея. Создатель и руководитель Института истории искусств Урбинского университета имени Карло Бо Пьетро Дзампетти допускал возможность знакомства Витторе с основами живописи как непосредственно в мастерской старшего брата, так под влиянием падуанского мастера Франческо Скварчоне (итал. «formazione dell'artista, avvenuta o direttamente nella bottega del fratello o, accanto a lui, nell'orbita padovana dello Squarcione»).
До середины XX века искусствоведы предпочитали писать не о братской, а о родственной связи двух художников. Французский искусствовед II половины XIX века Эжен Мюнц считал Витторе Кривелли только родственником Карло. Джозеф Арчер Кроу и Джованни Баттиста Кавальказелле в очередном издании I тома своей книги «История живописи Северной Италии», вышедшем в 1912 году в Лондоне, также не писали о том, что Витторе является братом Карло Кривелли, и называли его «родственником» (англ. «creations of [Carlo] Crivelli’s relative Vittorio)  этого художника или даже «наёмным помощником» (англ. «laboured of employing his assistant Vittorio Crivelli») для выполнения отдельной работы. Пытаясь реконструировать биографию Витторе, они утверждали, что ряд документов, найденных Карло Гриджиони, позволяют пролить свет на его жизнь. Он был сыном некоего Джакопо Кривелли, которого венецианские документы упоминают как художника в 1444—1449 годах (его они не отождествляли с отцом Карло). Исследователи цитировали сохранившийся документ, свидетельствовавший о том, что Карло Кривелли и его брат Ридольфо (!?) были наняты в 1487 году семьёй кавалера Винчи в Фермо. В то же время они замечали, что нет ни одной картины Кривелли с христианским именем Ридольфо. На полиптихе же, длительное время хранившемся в семье Винчи, была надпись: «Opus Victoris Crivell. Venet. MССССLXXXI» (1481, а не 1487 год). «Путеводитель по пинакотеке Ватикана: Папские музеи и галереи», изданный в Риме в 1915 году, осторожно писал, что Витторе был сыном или братом Карло Кривелли.

### Витторе Кривелли в Далмации

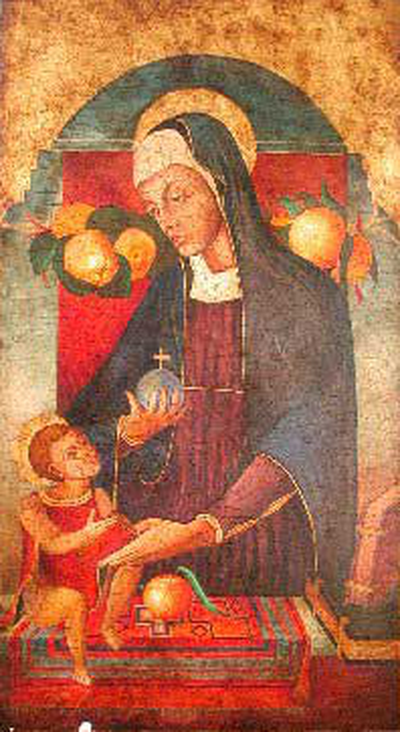
Джорджо Скьявоне или Витторе Кривелли. Мадонна с младенцем, 1460-е — 1470-е. Городской музей Шибеника

Первый документ, в котором упоминается Витторе, относится к 1465 году. По словам итальянского исследователя Дельприори, Витторе Кривелли присутствал на религиозной церемонии в церкви Святого Иакова в далматинском городе Задаре. Опубликованный, однако, в 2011 году Франческой Кольтринари документ упоминает, что 31 марта 1465 года в его присутствии четверо неких Джакомо, Бенедетто, Андреа и Мартино приняли монашество в задарской церкви Святого Хрисогона. Бенедиктинское аббатство, в которое вступили эти четверо, было крупным культурным центром. Его возглавляли хорошо образованные настоятели, связанные с Венецией и покровительствовавшие развитию искусства. Российский историк искусства Александр Махов утверждал, что Карло Кривелли «был дружен с далматинцем Джорджо Чулиновичем». Хорватский искусствовед Круно Приятель предполагал, что не только Карло Кривелли, но и его брат Витторе могли быть приглашены Чулиновичем (в Италии он был известен как Джорджо Скьявоне) в Далмацию. Более мягкую формулировку использует Пьетро Дзампетти в многотомном «Биографическом словаре итальянцев»: «два брата вместе покинули Венецию, чтобы переехать в Далмацию, вероятно, вслед за Скьявоне». По его мнению, ко времени переезда в Далмацию Витторе был уже сложившимся живописцем, на что указывает формулировка «мастер Витторе Кривелли», которая используется в документах, относящихся к задарскому периоду его творчества.
Во время своей работы в Далмации Витторе Кривелли возглавлял активную живописную мастерскую, которая создавала картины на религиозные сюжеты для частных лиц и, по крайней мере, один полиптих (в настоящее время находящийся в Государственном музее изобразительных искусств имени А. С. Пушкина в Москве) — по заказу местного духовенства. В соответствии с документами он был написан в 1471 году для церкви святого Иакова в Задаре. Контракт, заключённый Витторе Кривелли с заказчиками (6 мая 1471 года), на создание расписанного и позолоченного алтаря с пятью крупными фигурами и Мадонной в центре, указывает сроки выполнения работ художником и цену его работы — «в течение года» и «40 золотых дукатов, которые будут выплачиваться время от времени до завершения алтаря». Доктор наук, сотрудник Центра изучения итальянского Возрождения в Гарвардском университете Мауро Минарди отмечал, что наиболее важная причина, «по которой полиптихи братьев Кривелли нашли здесь [в Далмации] широкое признание, заключается не столько в личных достижениях [художников]… сколько в том, что в своих работах каждый из них провозглашал себя… „венецианцем“».

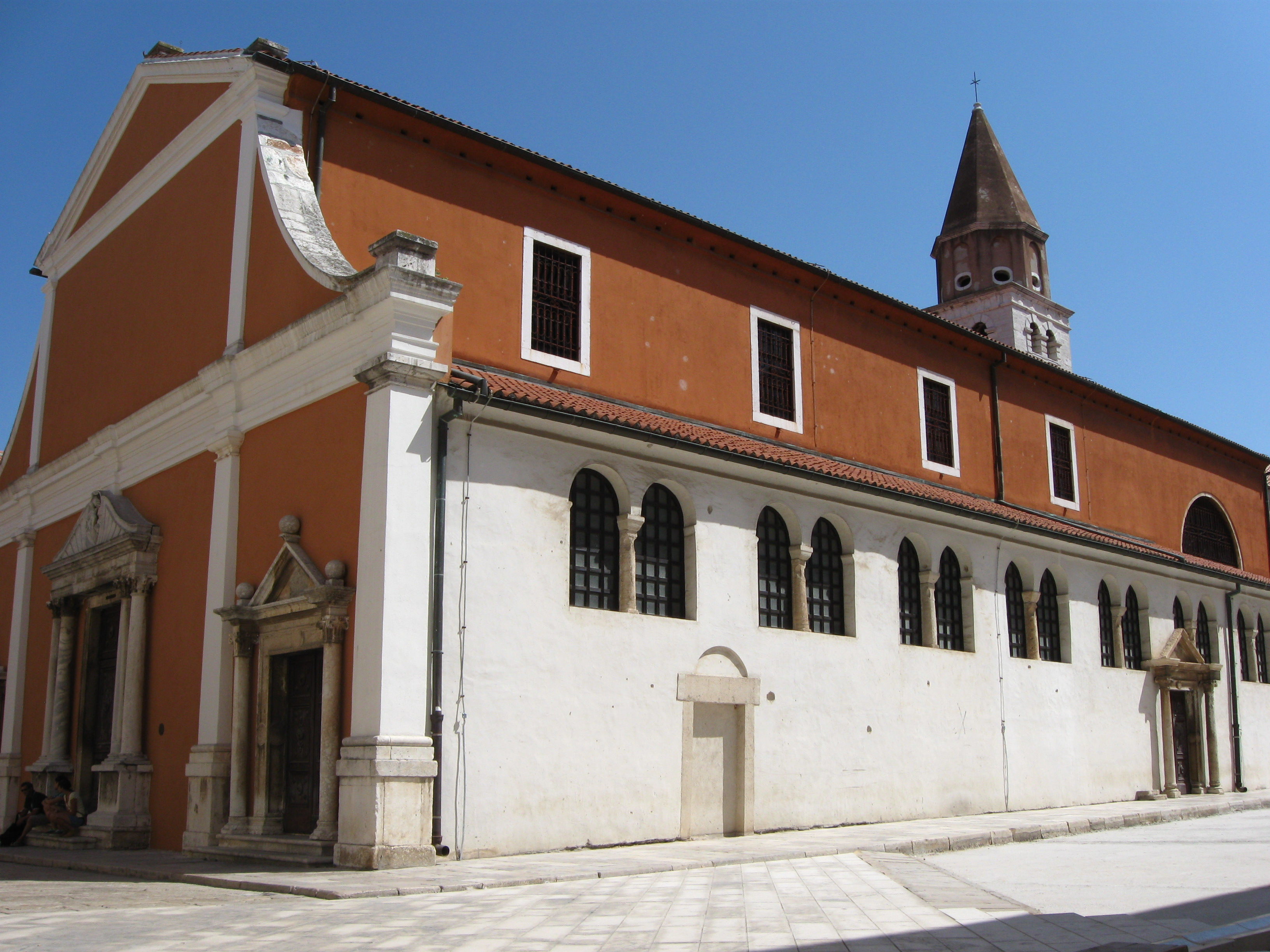
Церковь Святого Симеона-Пророка в Задаре. Современное состояние

Документы свидетельствуют об участии Витторе в общественной жизни города. В 1469 году Витторе выступил свидетелем составления некоего акта в доме Бьяджо да Соппи, следственного судьи Задара. В том же 1469 году некий Паоло Велич из Ловиньи (деревня Ловинья находится в горном районе Лика в глубине Далмации) отдал своего брата Мартино, которому было десять лет, Витторе Кривелли на обучение живописи. Оно должно было продолжаться восемь лет. В документе оговаривалось, что мальчик не убежит от наставника, не совершит краж или мошенничества, будет «добрым, верным и послушным во всех законных и надлежащих действиях», которым его научит «маэстро Витторе». В свою очередь, Витторе обещал обращаться с Мартино как с членом своей семьи, «давать ему приличную еду и одежду, хорошо относиться к нему, наставляя его в то же время в изобразительном искусстве». Кроме того, в конце обучения в качестве оплаты, Витторе обязуется дать Мартино «новую верхнюю одежду из прочной ткани, накидку и туфли из латинской ткани, кепку, [снова] туфли, пояс и две рубашки, а также инструменты для занятия искусством». Доктор наук, доцент Загребского университета, специализирующаяся на истории искусства и архитектуры Адриатического региона, Ясенка Гудель отмечала, что это типичные условия для подобных документов. Свидетелями подписания контракта выступили двое дворян.
Известно, что в 1472 году архиепископ Задара Маффео Валларессо дал Витторе Кривелли поручение работать над чертежами дизайна фасада церкви Святого Симеона-Пророка, итальянский исследователь Дельприори писал, что для фасада церкви Святой Марии. Ситуацию прояснила Ясенка Гудель, которая утверждала, что одна и та же соборная церковь в то время называлась и Санта-Мария-Маджоре и церковью Святого Симеона. Большое романское здание с тремя нефами было местом почитания паломников, которые направлялись в Святую землю. Его фасад, предположительно, построенный в начале XII века, к 1460-годам должен был казаться слишком скромным. Дизайн фасада, созданный Витторе Кривелли, не сохранился, так как он был обновлён в 1570 году, чтобы освободить пространство для новых городских стен, что было связано с турецкой опасностью. Сохранились лишь его небольшие фрагменты на углу здания.
27 марта 1476 года Маргарита, «дочь покойного дворянина Перегрино да Помо», продала Витторе дом на «западной стороне» Задара за 40 золотых дукатов. Вскоре Маргарита заявила, что на самом деле из 40 дукатов она получила только 2 дуката, один из которых был выплачен золотом, а другой — в виде картины, поэтому Витторе в письменном виде пообещал заплатить 38 оставшихся дукатов, выполнив живописные работы по её требованию. Ясенка Гудель утверждала, что на основе этого документа можно сделать два вывода:
- Картины Витторе пользовались спросом, так как Маргарита была уверена, что художник без труда сумеет выполнить своё обязательство перед ней.
- Сам художник явно собирался прожить в Задаре значительное время, поэтому приобретал дом в частную собственность.

Дзампетти в биографии Витторе Кривелли отмечал, что последний раз документы упоминают присутствие Витторе в Задаре в 1476 году, когда он покупает дом в этом городе, взяв на себя обязательство оплачивать его в рассрочку, в том числе из доходов за картины, которые будут им написаны.
Витторе Кривелли во всех документах определяется только как житель Задара и никогда не упоминается в качестве гражданина. За два десятилетия деятельности в этом городе Витторе сумел вступить в деловые отношения с двумя крупными фигурами II половины XV века в городе — учёным настоятелем древнего бенедиктинского аббатства Святого Хрисогона Деодато Веньером и архиепископом Маффео Валларессо. Цены работ мастерской Витторе в Задаре варьировались от 42 дукатов за полиптих до 1 дуката за картину, которую Витторе передал вдове Маргарите в счёт платы за дом. Все географические пункты в городе, где Витторе упоминается в документах, расположены вокруг главной площади Задара, в той части города, где находились ремесленные мастерские, а также дворцы местных аристократов. Именно в этой части города находилась и мастерская Кривелли перед покупкой дома в 1476 году.

### Витторе Кривелли в Марке

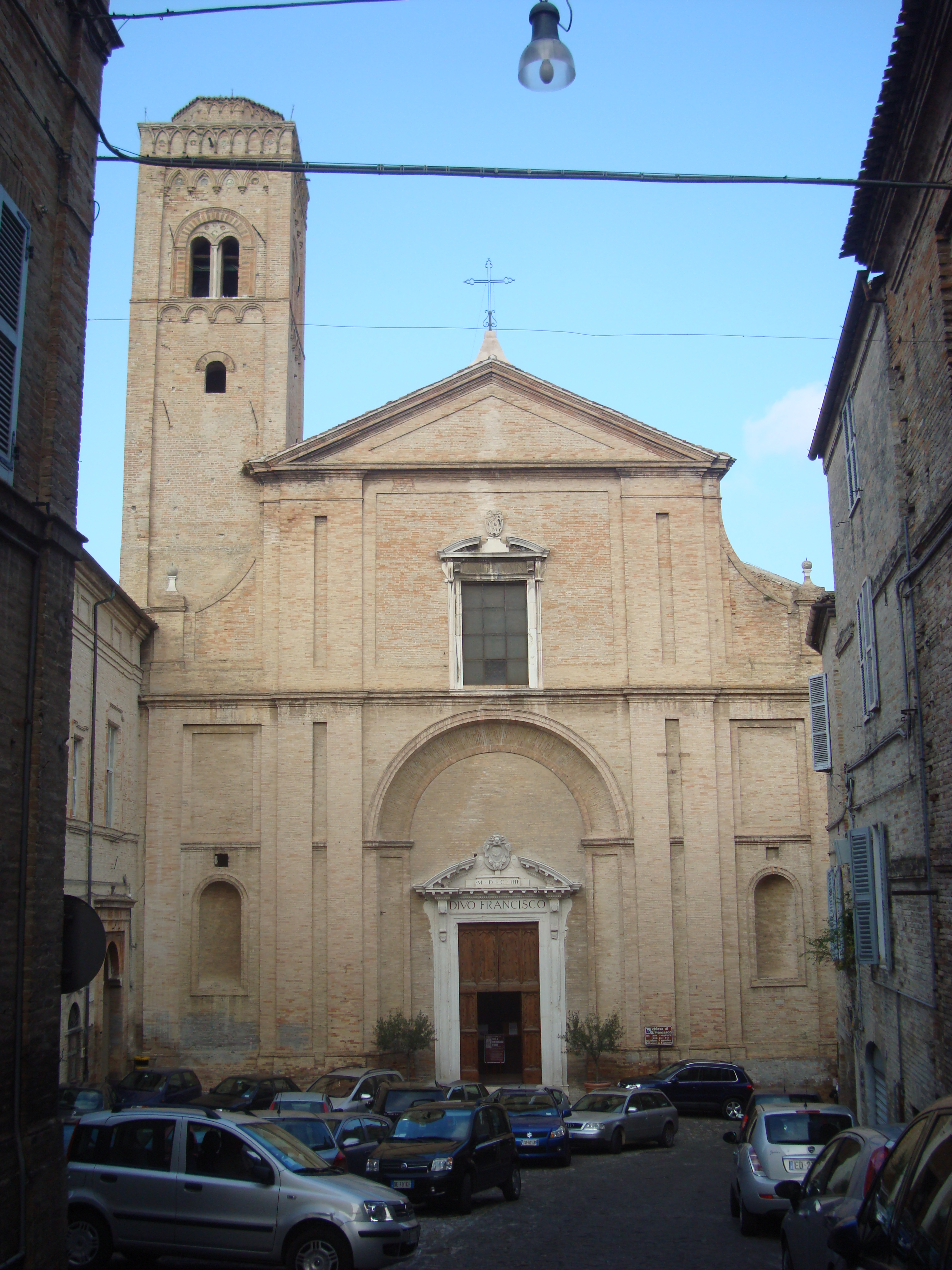
Церковь Святого Франциска в Фермо

Витторе находился в Задаре, предположительно, до 1479 года, когда он перебрался в область Марке для работы на Лодовико Уффредуччи, родственника будущего правителя Фермо Оливеротто Уффредуччи. После трагической смерти своего второго сына Джованни Лодовико сконцентрировался в последней части своей жизни на делах благочестия и семейных проблемах, одной из его забот стала капелла в церкви Святого Франциска в Фермо. Карло Кривелли, брат Витторе, переехал в Италию ещё в 1468 году. По мнению Рональда Лайтбауна, сходство работ двух братьев в 1470-е годы означает постоянный обмен рисунками и визитами между ними, несмотря на Адриатическое море, разделяющее Далмацию и Марке. Это, с точки зрения Ясенки Гудель, в конечном итоге приведёт к переезду младшего из братьев в Италию. Ещё одной причиной такого перемещения стала серьёзная опасность, исходящая от Османской империи.
Сохранился контракт между Лодовико и Витторе, в соответствии с которым художник должен был создать полиптих «такого же размера и красоты… как [полиптих] из церкви Благовещения…» в Фермо. В контракте указывалась цена работы — 100 золотых дукатов, а на случай разногласий — возможность предоставления споров на арбитражное разбирательство со стороны некоего монаха Пьетро. Контракт был оформлен в доме Лодовико. Витторе в конце текста пообещал «сделать этот алтарь более красивым, чем [алтарь в церкви] Благовещения». Франческа Кольтринари писала, что плата за заказ была одной из самых высоких среди тех, которые получал художник, но срок выполнения контракта был чрезвычайно короткий — всего шесть месяцев после Пасхи. Оставляя Задар, Витторе Кривелли, очевидно, не сумел рассчитаться полностью с имевшимися у него в Далмации долгами. В 1482 году в Задаре был удовлетворён судебный иск некоего «гражданина и торговца» Паоло из Авиньона о взыскании с художника, уже проживающего в Фермо, «78 фунтов малых денаров».
Первая работа Витторе на своего нового работодателя на другом берегу Адриатического моря произвела сильное впечатление на современников. Когда спустя больше чем десятилетие, 17 октября 1491 года Витторе Кривелли было поручено написать алтарный полиптих для церкви Святого Франциска в Монте-Санто, в его контракте предусматривалось, что он должен быть «таким же хорошим», как и в капелле Уффредуччи церкви Святого Франциска в Фермо.
В 1481 году Витторе Кривелли подписал контракт на исполнение полиптиха для церкви Святой Марии в Пьяцца (современная коммуна Лоро-Пичено). Документ был составлен в Фермо 18 июня нотариусом Антонио Бертаччини. Исходя из этого, Дзампетти считал, что художник уже проживал в этом городе на постоянной основе. Ван Марль в связи с переездом художника в Италию писал о полиптихе для церкви Святой Марии дель Лорето в Монтельпаро, который Витторе Кривелли, вероятно, закончил только в 1489 году. Ван Марль считал, что в 1481 году Витторе Кривелли жил в Монтегранаро в окрестностях Фермо, и только несколько позднее он переселился в сам город Фермо (об этом факте упоминают также Кроу и Кавальказелле), где он упоминается в сохранившихся до нашего времени документах под 1487, 1490, 1491, 1493 и 1501 годами.

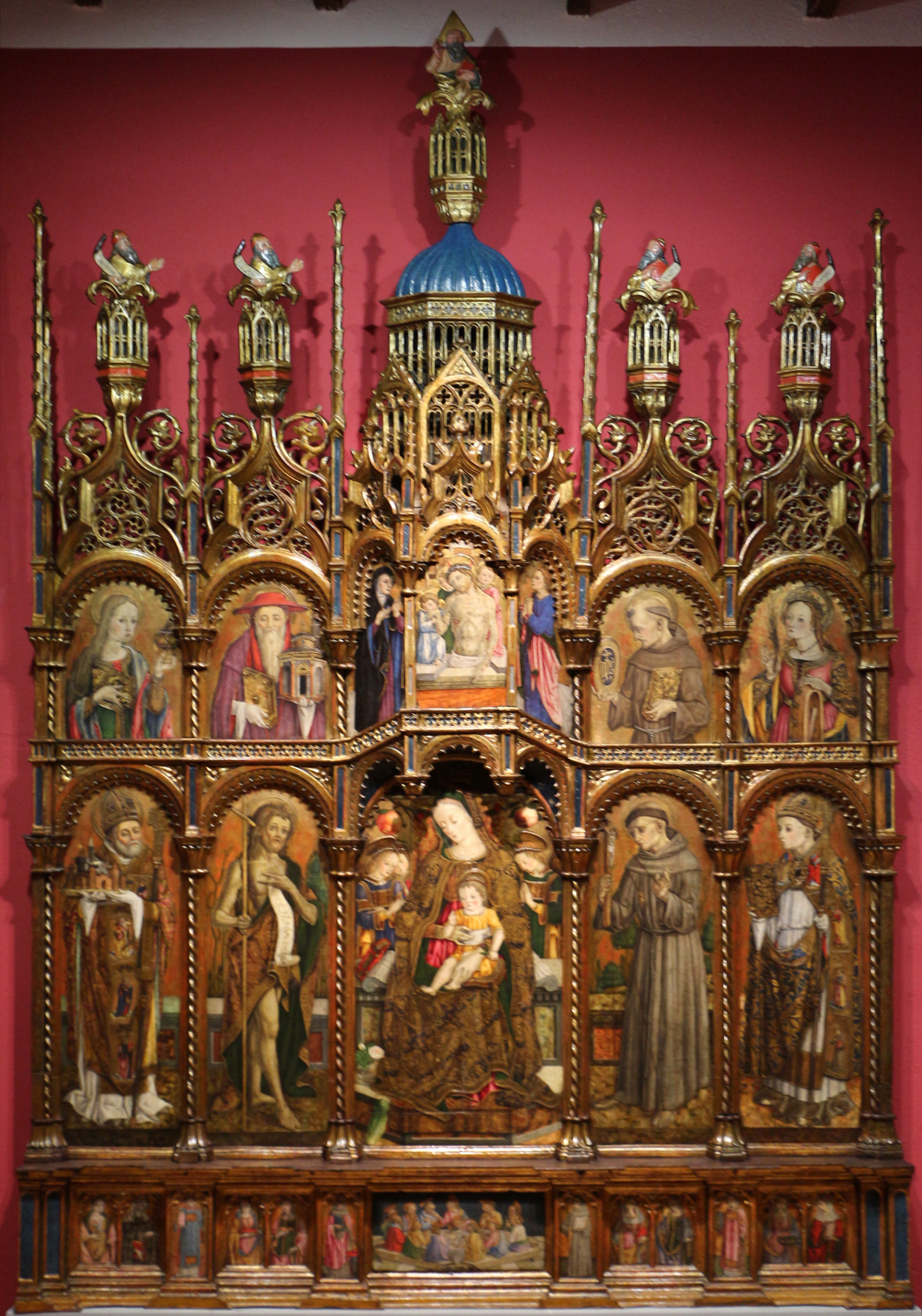
Витторе Кривелли. Полиптих для церкви в Сан-Северино-Марке, около 1482

Витторе Кривелли прибыл в область Марке более чем на десятилетие позже, чем его брат Карло, который к тому времени поселился в Асколи-Пичено. В период, когда его стиль был очень близок к его брату, Витторе жил и работал в Фермо, другом главном центре этой же области. После выполнения заказов Лодовико Уффредуччи, ряда богатых землевладельцев и торговцев, он специализировался на работах для небольших городов, тесно связанных с францисканским орденом. В те годы им было создано несколько важных работ высокого художественного качества, таких, как полиптихи для Сант-Эльпидио-а-Маре и Сан-Северино-Марке (особая ценность их, а также полиптиха из Торре-ди-Пальме, в том, что они сохранились не только полностью, но и с первоначальными деревянными конструкциями, в которые заключены панели, написанные Витторе). С конца 1480-х годов в работах для Монте-Сан-Мартино Витторе показал живой интерес к классической культуре и изображению трёхмерных пространств.

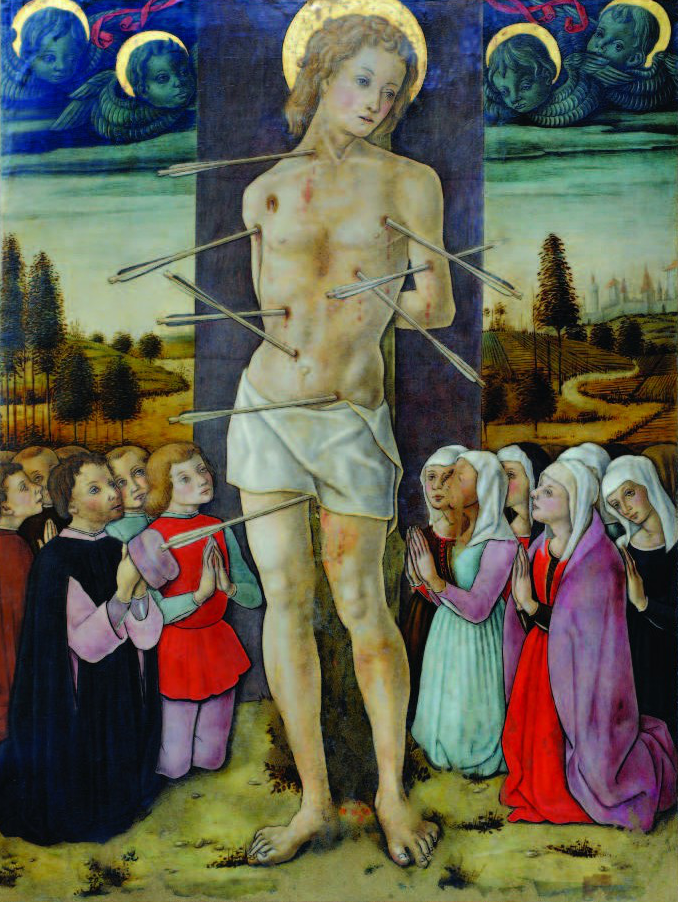
Витторе Кривелли. Святой Себастьян и предстоящие, 1485—1490. Церковь Святых Иоанна Крестителя и Бенедикта Нурсийского, Монтеджорджо

Франческа Кольтринари в 2013 году привлекла внимание к неизвестной до того времени картине Витторе Кривелли, которая представляет собой панель с изображением святого Себастьяна с предстоящими (105 х 79 см, темпера и позолота на дереве, по центру панели через лицо и фигуру святого проходила трещина, уже невидимая в результате проделанной реставрации, сама панель находится в достаточно хорошем состоянии, в 1868 году эта работа Витторе Кривелли была оценена всего в 500 лир, но в 1889 году королевский инспектор древностей и изобразительных искусств включил картину в список «ценных произведений искусства, уже принадлежащих религиозным корпорациям округа»). Она хранится в ризнице церкви Святых Иоанна Крестителя и Бенедикта Нурсийского в Монтеджорджо. Картина, предположительно, была заказана местным братством в связи с эпидемией чумы для маленькой церкви Святого Себастьяна в Монтеджорджо, которая сейчас разрушена, а прежде находилась в подчинении у церкви Иоанна и Бенедикта. Полотно датируется 1485—1490 годами. По предположению Франчески Кольтринари, этот образ Святого Себастьяна использовался как вотивная картина, как алтарная композиция, и, возможно, также как штандарт для совершения религиозных процессий. Маленький размер изображения, его характер и натуралистический фон, с её точки зрения, — аргументы в поддержку гипотезы, что картина могла быть штандартом для подобных шествий. Витторе в этой работе объединил различные иконографические схемы — повествование о мученичестве святого с рассказом о милосердии его о отношению к верующим, что даёт «эффектное и оригинальное решение». Опираясь на подобные композиции, Франческа Кольтринари отмечала у художника способность оригинально истолковать потребности клиента. С её точки зрения, Витторе Кривелли принадлежало «первенство в живописи второй половины XV века на исторической территории Фермо… из которого он мог отправлять [свои] работы в замки обширной сельской местности — между Монтеджорджо, Масса-Фермана и Фалероне».
3 сентября 1495 года после смерти Карло Кривелли приоры города Фермо написали приорам города Асколи, что Витторе, узнав о смерти своего брата и будучи самым близким родственником Карло мужского пола, интересуется его имуществом, так как считает себя его законным наследником. Авторы письма, в случае возникновения каких-либо препятствий, рекомендовали поддержать Витторе и помочь ему «быстро и без препятствий» получить требуемое. Это единственный документ, где одновременно названы имена обоих Кривелли. Они, по выражению Дельприори, жили параллельными жизнями, иногда вступая в заочную конкуренцию. Франческа Кольтринари считала это письмо косвенным свидетельством плохих отношений между двумя художниками: Витторе даже не знает имущественного положения вполне состоятельного Карло, он хочет заполучить это имущество и пытается этим обойти права других наследников своего брата. У Карло Кривелли к этому времени была супруга Юранда, предположительно, далматинского происхождения, родная дочь Диана и приёмная дочь Блазиола. Его единственный сын скончался при жизни отца в 1487 году. Франческа Кольтринари, правда, добавляла, что помимо движимого и недвижимого имущества, Витторе интересовала, вероятно, мастерская брата-художника, прежде всего «драгоценное наследие дизайна, моделей, материалов», а также работ, оставшихся незаконченными.
Вместе с тем, Франческа Кольтринари считала, что, нужно быть осторожным, делая окончательные выводы. Другие, и снова косвенные, данные показывают, что Витторе постоянно шёл по стопам своего старшего брата: в Задаре он «вписывается в престижную среду, персонажи которой уже были связаны с Карло». В Фермо он также «работает на тех же клиентов, что и брат», прежде всего это — Лодовико Уффредуччи. Мало того, что его прибытие в Фермо совпадает с отказом от этого рынка заказов Карло Кривелли, который работал там как раз до конца 1470-х годов, когда здесь появился Витторе. Именно в это время Карло «открыл [новый] бизнес-фронт в Камерино» и реорганизовал для этого свою мастерскую в Асколи. В другой своей статье Франческа Кольтринари также пишет, что «Карло, возможно, сознательно оставил Фермо», который с этого времени превратился «в штаб-квартиру» его брата.
Алессандро Дельприори утверждал, что Карло был посвящён в рыцари и был богачом, работал по заказам значительных лиц, а Витторе был простым человеком, создававшим полотна для приходских церквей и деревенских монастырей. Раймонд ван Марль и Пьетро Дзампетти, напротив, считали, что Витторе принадлежало некоторое имущество и он не должен восприниматься как бедный человек. Однако, ван Марль соглашался с тем, что Витторе значительную часть жизни работал в небольших городах Марке и его связи с Венецией были очень слабыми. При этом, в подписанных и датированных (всего до нашего времени дошло четыре датированных работы художника) полиптихах Витторе обычно указывал на своё происхождение из Венеции. Так, на триптихе с «Мадонной и младенцем между двумя ангелами» с двумя епископами на боковых панелях для церкви Святого Мартина в Монте-Сан-Мартино (в 1936 году находилась в галерее Монте-Сан-Мартино) стоит подпись «Произведение Виктора Кривелли венецианца 1490» (лат. «Opus Victoris Crivelli Veneti M.CCCCLXXXX»).
К 1490-м годам мастерская Витторе Кривелли доминировала в Фермо. К 1497 году относится работа Витторе над полиптихом по заказу церкви Святого Франциска в Амендоле, от которого сохранились несколько разрозненных панелей. В том же 1497 году францисканские монахи монастыря Санта-Мария-делле-Грацие в Пенна-Сан-Джованни заказали художнику полиптих. Витторе должен был закончить работу в течение года, а плата, включающая аванс и последующие платежи, составила сумму сто тридцать флоринов. Ещё в 1728 году полиптих художника находился в алтаре монастырской церкви, но в 1771 году он уже был расчленён, а центральная панель с «Мадонной и младенцем» и две боковых с фигурами святых были перенесены в пригородную церковь Святого Варфоломея. В начале XIX века «Мадонна», датированная в то время 1501 годом, покинула город и оказалась на римском антикварном рынке. Эта «Мадонна с младенцем», восседающая на троне с ангелами, молитвенно сложившими руки, в настоящее время находится в Музей Пти-Пале в Авиньоне (инв. MI 492, темпера и золото на тополе, 138 x 75 см). Боковые панели с изображением святого Бонавентуры (масло, дерево, 126 × 40,6 см, инв. SK-A-3391, картина поступила в 1941 году) и Людовика Тулузского (масло, дерево, 126,2 × 40,8 см, инв. SK-A-3390, картина поступила в 1941 году) находятся в нидерландском Рейксмюсеуме. Мауро Минарди считал, что к этому же полиптиху должны относиться изображения Иоанна Крестителя и Святого Франциска с виллы Буссандри из коммуны Бассано-дель-Граппа (размер — 127 × 41 см).

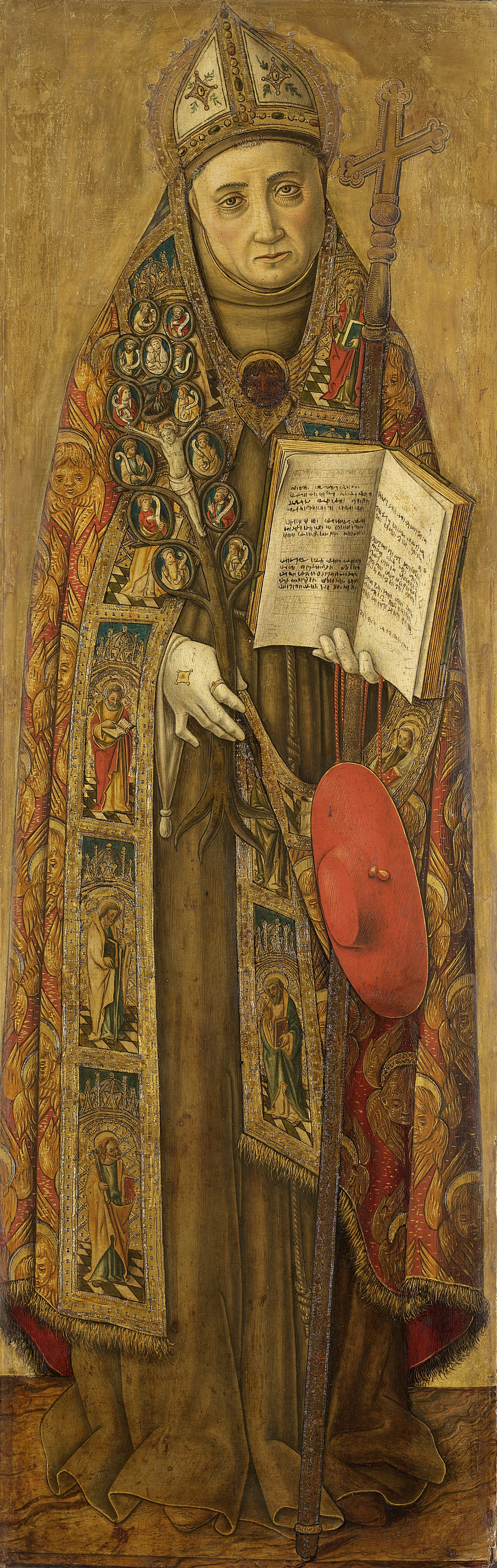
Святой Бонавентура
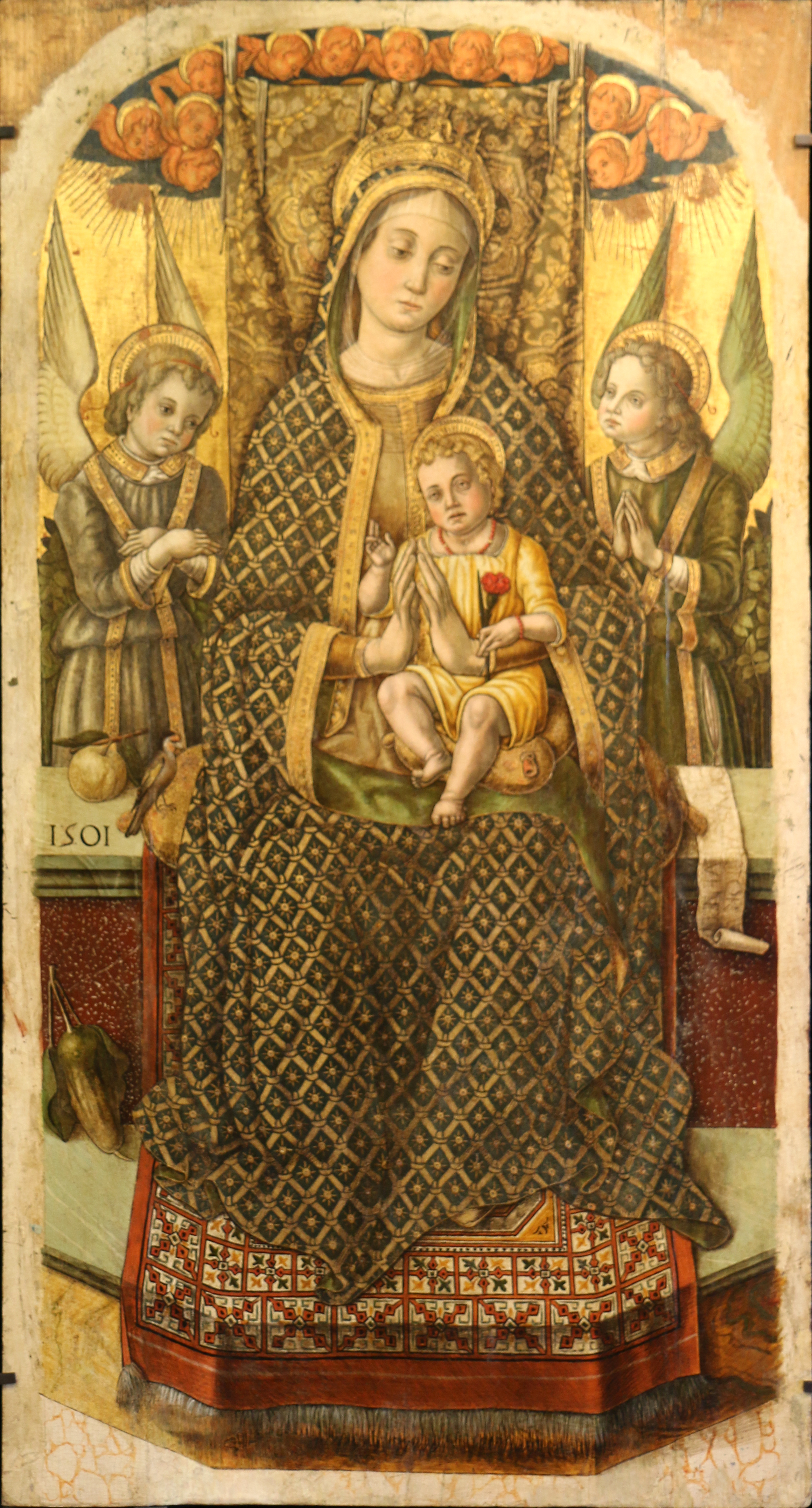
Мадонна с младенцем
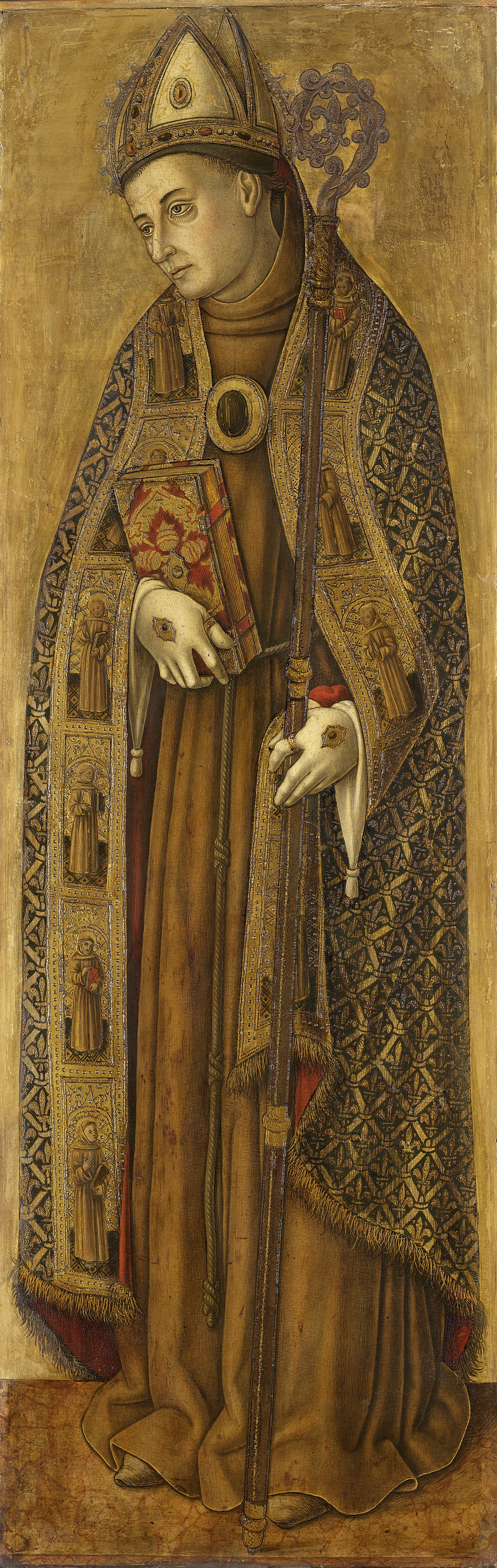
Святой Людовик Тулузский

12 августа 1501 года Витторе Кривелли было поручено создать полиптих для церкви Святого Франциска в Озимо (за 200 золотых дукатов, контракт должен был быть исполнен в течение года и оплачиваться в три выплаты), но художник, по мнению Дельприоре, умер к августу следующего года. Его сын Джакомо передал эту работу венецианскому художнику Антонио Соларио. Контракт между ними был подписан 21 апреля 1502 года, поэтому Раймонд ван Марль считал, что Витторе должен был умереть к этой дате. Джакомо обещал заплатить Антонио Соларио 150 дукатов в три приёма, а также взять на себя различные расходы, включая позолоту.
Антонио Соларио отказался от идеи полиптиха в пользу арочного алтаря на единой панели. Итальянский искусствовед Алессандро Дельприори писал, что это был конец грандиозной эпохи полиптихов в Марке и начало новой эры. Пьетро Дзампетти же утверждал, что Антонио Соларио вообще пренебрёг договором и принял решение написать «Святое Собеседование», которое в наше время находится в монастырской церкви ордена Братьев Меньших Конвентуальных в Озимо, а резную деревянную основу для полиптиха работы Джованни ди Стефано из Монтельпаро украсил живописными панелями ученик Соларио из города Фано Джулиано Презутти. В настоящее время полиптих находится в Монте-Сан-Пьетранджели. Традиционное, но ошибочная атрибуция этой работы Витторе Кривелли, по мнению Пьетро Дзампети, вводила в заблуждение историков искусства, которые выявили влияние на полиптих умбрийской школы живописи. Франческа Кольтринари отмечала, что, вопреки ожиданиям, после юридического расторжения контракта в 1504 году с Антонио Соларио и уже после завершения полиптиха в 1506 году Джулиано Пресутти из Фано и его анонимными помощниками, монастырские документы свидетельствуют о выплатах «маэстро Антонио и его ученикам» до лета 1508 года. Это, по её мнению, подрывает гипотезу, сформулированную на основании нотариальных актов, где прямо указывалось на уход Соларио от работы над полиптихом для алтаря францисканцев, что вызвало предположение о его отъезде из Озимо к 1506 году.

## Особенности творчества

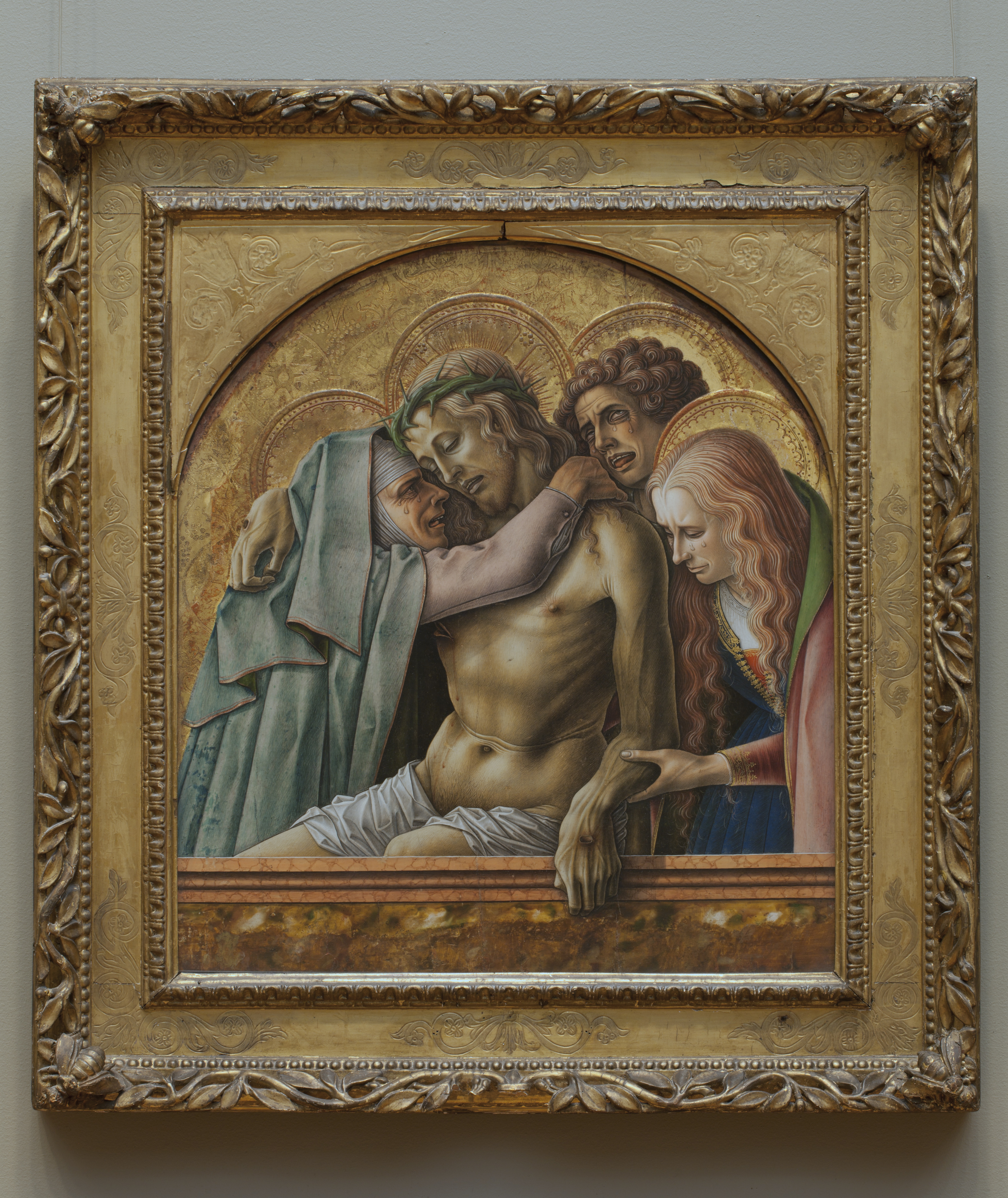
Карло Кривелли. Пьета, 1476. Музей Метрополитен, инв. 13.178

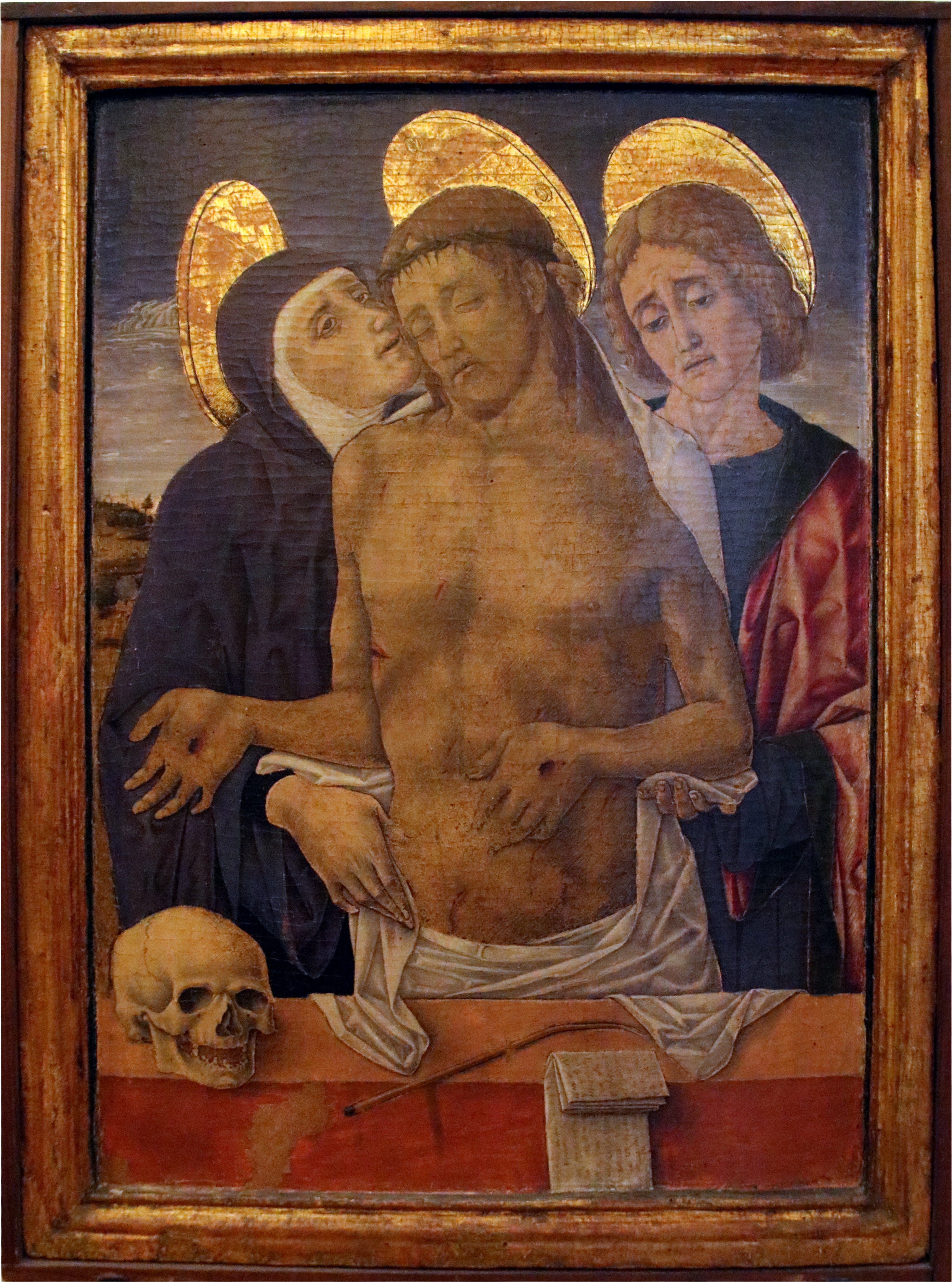
Витторе Кривелли. Пьета. Национальная галерея Марке

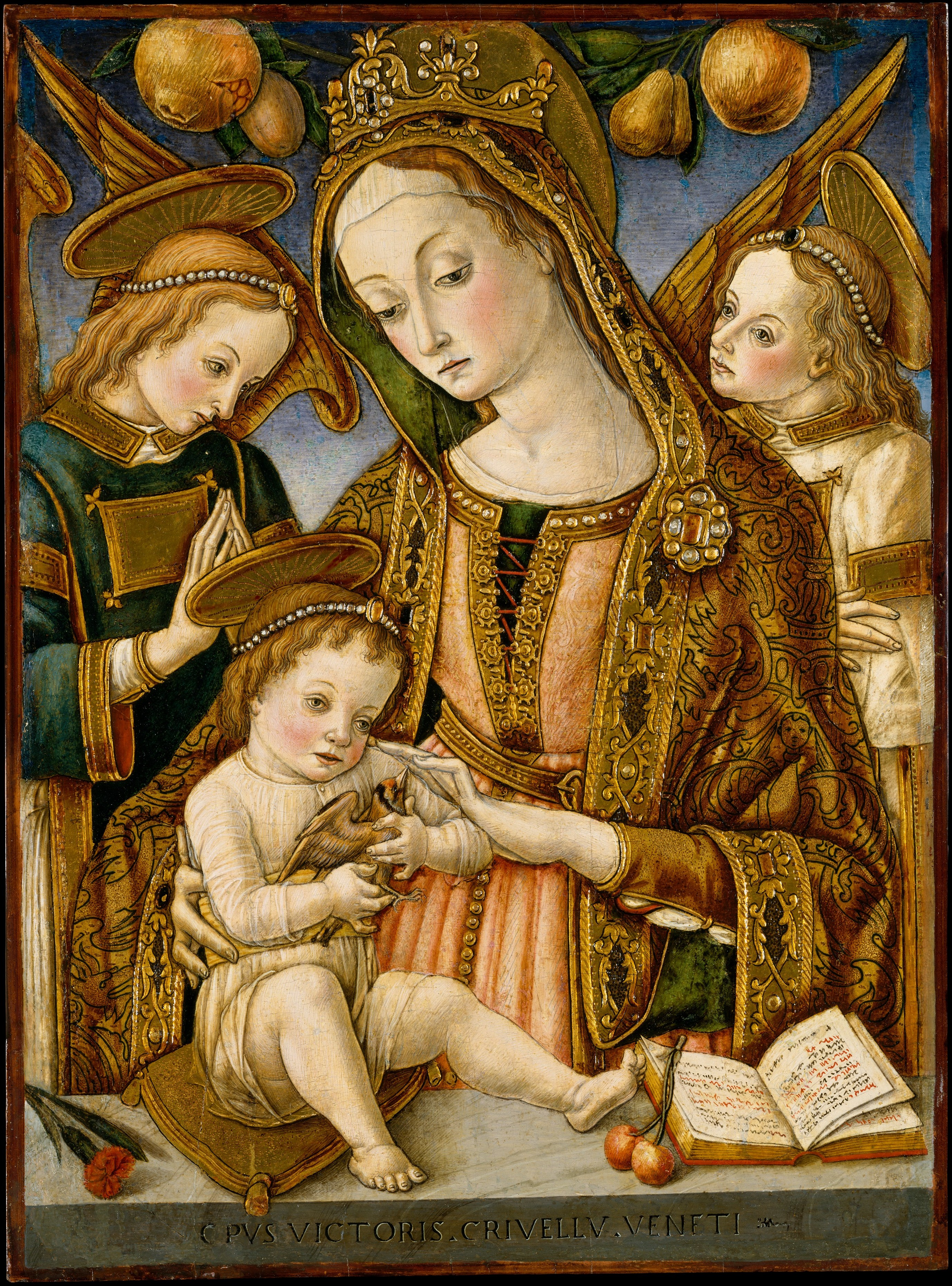
Витторе Кривелли. Мадонна и младенец с двумя ангелами (темпера, дерево, 55,6 x 40,6 cм, 1481—1482. Музей Метрополитен, инв. 1982.60.6, поступила из в 1982 году)

Раймонд ван Марль писал, что работы Витторе Кривелли более амбициозны и более возвышенны, чем творения рядовых провинциальных живописцев из Марке. Его декоративные элементы столь же богаты и сложны, как у Карло, и, хотя он был далёк от виртуозности брата, его цветовое решение красиво и возвышенно. Фигуры, однако, на картинах Витторе безжизненны и монотонны. Марль писал, что произведения Витторе Кривелли заставляют нас считать, что он был художником, усвоившим навыки профессионального живописца, но не обладавшим темпераментом и психологической тонкостью, характерными для творчества старшего брата. Тем не менее, лучшие произведения Витторе Кривелли, по словам историка искусства, «довольно приятны». Сравнивая творчество братьев ван Марль обращался к анализу двух «Пьет», созданных Карло и Витторе Кривелли. Нидерландский исследователь писал: «Степень, которой темперамент Витторио отличался от темперамента Карло, отчётливо проявляется, когда мы сравниваем „Пьету“ Витторио с полуразмерной фигурой мёртвого Спасителя, стоящей в вертикальном положении между Богородицей и святым Иоанном, в ризнице святой Люции в Фермо, в которой великая скорбь выражается в сдержанной манере, с изображением [этой же композиции] Карло, в котором мы всегда находим проявление трагического безумия». Франческа Кольтринари писала: «Работа Витторе, хотя и со значительными отличиями и индивидуальным выбором, соответствует моделям Карло, используя термин Дзери, кристаллизует их, навязывает их клиенту, иногда он дифференцирует их в поисках своего собственного пути…». Профессор Федерико Дзери считал, что Витторе после полиптиха Уффредуччи повторял «с раздражающей монотонностью ту же бескровную интерпретацию мотивов Карло, замороженную и забальзамированную», ситуация усугублялась всё большим участием мастерской в создании его картин. Однако, Карло Кривелли был слабо доступен для заказчика, а «Витторе больше под рукой, более готов удовлетворить потребности клиента, и поэтому более чувствителен к экспериментам с новыми и функциональными иконографическими решениями, например, для проповеди и пропаганды францисканских тем».
По словам ван Марля, «Витторе не был действительно важным художником, и без Карло, его брата и наставника, он вряд ли бы существовал [для нас]». Нидерландский искусствовед считал, что художник позаимствовал у Карло «его стиль, его тип и его декоративные принципы». В последнем упомянутом элементе он, по мнению искусствоведа, наиболее близко подошёл к своему более талантливому брату. Витторе демонстрирует на своих полотнах фрукты, цветы, золото и яркие краски. Он, однако, лишён драматического темперамента. Все его картины похожи друг на друга, и диапазон характеров его персонажей невелик. Ван Марль настаивал, что нельзя утверждать, будто в карьере художника у Витторе «есть какой-то след эволюции».
Стиль Витторе Кривелли близок творчеству далматинского художника Джорджо Скьявоне. Хорватский искусствовед Давор Доманчич обратил внимание на картину из собрания Городского музея в Шибенике «Мадонна с младенцем», которая некоторыми исследователями атрибутировалась Джорджо Скьявоне, и в своей статье «Картины Витторе Кривелли в Далмации» попытался приписать её кисти итальянского художника. Эта картина была найдена в достаточно плохом состоянии в декабре 1965 года в Шибенике и содержит типично ренессансную композицию «Мадонны с младенцем» перед балюстрадой, имитирующей мрамор и покрытой ковриком, на котором сидит младенец-Иисус. Картина выполнена в технике темперы на доске, размер живописного изображения — 45,5 х 25,8 см, а общий размер с сохранившейся частью резной рамы — 65,5 х 56 см. Мадонна одета в тёмно-фиолетовое платье, рукава которого заканчиваются двумя золотыми лентами. Её плащ тёмно-зелёного цвета с пунктирными золотыми полосками и золотым ободом. За спиной у неё фруктовая гирлянда, ещё дальше — тёмно-красный занавес. Мадонна левой рукой протягивает ребёнку книгу с красной обложкой. На Христе белая рубашка и тёмно-красный фартук с двойным золотым ободком. В правой руке Христа шар.
В 2016 году при подготовке выставки работ Карло Кривелли искусствоведы заинтересовались золотым фоном двух панелей Витторе Кривелли «Святой Бенедикт» и «Святой Иоанн Креститель», входивших первоначально в полиптих для главного алтаря церкви Сан-Джулиано в Фермо, созданный между 1487 и 1492 годами. Фоны, на первый взгляд, кажутся гладкими без какого-либо орнамента, однако, при более тщательном наблюдении небольшие различия в блеске поверхности выявили слабые признаки повторяющегося рисунка на золочёном фоне. Исследование обнаружило следы прозрачной красной глазури на некоторых участках поверхности. Это указывает на то, что они, вероятно, изначально предназначались в качестве повторяющихся орнаментов над позолотой. Рентгеновская флуоресцентная спектрометрия позволила установить, что на картине было изображено мифическое крылатое существо. У этого существа в профиль голова птицы с глазом и открытым клювом, а также то, что кажется ушами и когтями. У существа нет типичного львиного хвоста или задних конечностей, которые обычно появляются в изображениях грифонов. Оно было определено профессором университета штата Калифорния Асой Саймоном Миттманом как Симург, фантастическая птица, происходящая из Ирана. Цветы гвоздики — «любимый Витторе цветок, символ божественной любви», по словам историка Рональда Лайтбауна, а также витые арабески дополняют дизайн золотого фона. Восточные мотивы проникли в Италию через импортные товары, такие как роскошные шёлковые ткани и начали включаться в итальянское искусство. Мотив восточного крылатого существа был выявлен и на других работах Витторе Кривелли. Исследователи отмечали, что Симург не был отмечен ни на одной из картин Карло Кривелли, хотя художник часто использовал изображения птиц, выполняющих особую стилистическую и символическую роль.

### Религиозная символика на картинах Витторе Кривелли

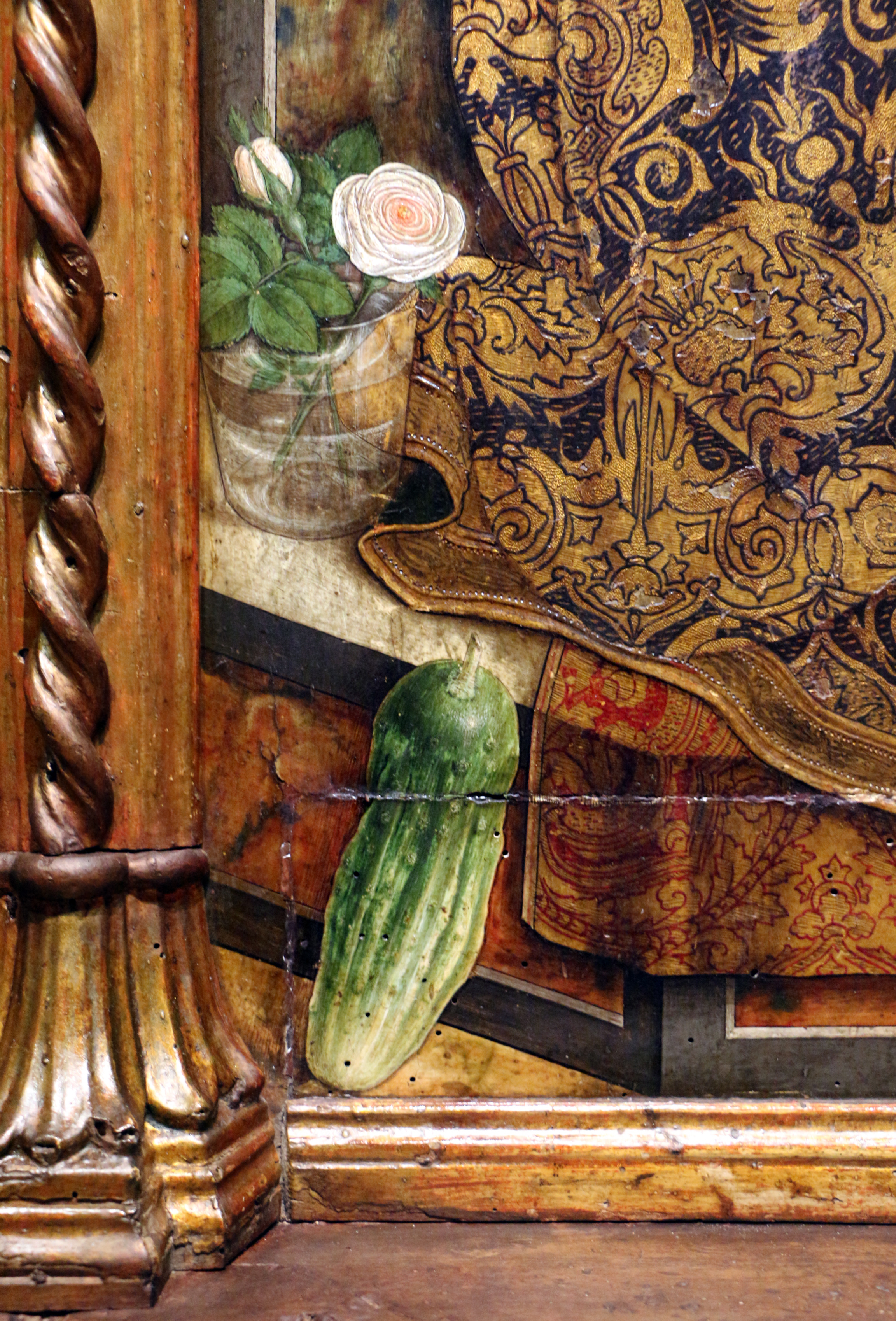
Витторе Кривелли. Огурец и розы на центральной панели «Мадонна с младенцем» полиптиха из Сан-Северино-Марке, около 1482

Франческа Кольтринари писала, что Витторе Кривелли «разрабатывал иконографические решения, часто являющиеся результатом глубоких контактов с миром францисканцев, особенно обсервантов». Профессор университета Мачераты Джузеппе Каприотти посвятил отдельную статью анализу символов на картинах Витторе Кривелли и его современников. Он писал, что присутствующие в изобилии на картинах фрукты и овощи обозначают путь от греха к спасению, который начинается с яблока — плода греха Адама и Евы, так как латинское слово «malum» обозначает одновременно и «зло» и «яблоко». Его образ становится символом ошибки, которая сделала необходимым воплощение Мессии. Вишни часто изображены по несколько на ветке с явным намёком на Троицу (другим намёком на неё является персик). Вишня также становится метафорой для крови Иисуса из-за её красного цвета. С раннего христианства гроздь винограда соотносится с евхаристией, из него получается вино, которое во время мессы превращается в кровь Христа. Гранат, груша и огурец являются примерами многозначности христианских символов. Гранат в античной мифологии связан с легендой о Деметре и Персефоне. В ней он — причина циклической «смерти» и «возрождения», поэтому смог стать в христианском контексте символом Воскресения. Из-за его красного цвета он — «память о сильной любви [верующего] к Марии», также он — «добрые дела Девы Марии», заключённые, как и зёрна в вере в искупление… Груша воспринималась как символ греха, но также и как освобождение от него, хотя иногда, возможно, из-за сладости её вкуса, она ассоциировалась с Девой Марией. Каприотти выдвинул гипотезу в отношении огурца, единственного овоща, присутствовавшего в живописи братьев Кривелли. Пророк Иона в христианской интерпретации стал «прообразом» смерти и воскресения Мессии из-за того, что был извергнут после трёх дней пребывания в чреве рыбы. Он находит отдых в конце концов под тыквой, которую Бог создал для него. В иконографии того времени Иона часто изображается под тыквой, которая больше похожа на огурец, чем на тыкву. Огурец, по мнению Каприотти, возможно из-за этого, стал символом Воскресения, как атрибут «воскресения» Ионы.
Из цветов Витторе Кривелли часто изображал лилии и розы, но, в первую очередь, гвоздики. Обычно они находятся в стеклянной вазе. Каприотти считал, что стеклянная ваза является метафорой для Девы Марии, которая является «вместилищем воплощённого Слова». Прозрачность стекла также символизирует чистоту. Откровения Святой Бригитты сообщают, что «Иисус был воплощён в теле Марии без ущерба [для неё], как луч солнца проходит через прозрачное стекло». Лилия — символ чистоты и целомудрия, иногда она является и символом Иисуса, тогда как роза — символ самой Девы и её божественной любви. Ситуация более сложна в отношении гвоздики. Этот цветок Витторе часто использовал в качестве своей подписи, но он никогда не упоминается его современниками в связи с Марией или Христом. По мнению Каприотти, его значение следует искать в ритуале свадьбы эпохи Возрождения, в которой гвоздика во Фландрии, а, возможно, и в Италии, была главным предметом игривой церемонии: цветок, спрятанный невестой в её платье, должен был быть найден женихом. Гвоздика в связи с этим часто использовалась в качестве атрибута на портретах молодожёнов или юношей. Когда гвоздика используется в религиозном контексте, то, по мнению Каприотти, сохраняет это значение, очевидно, намекая на Христа и его невесту [Церковь].
В картинах Витторе присутствуют открытые или закрытые книги. Их держат в руках святые или они лежат на престолах и парапетах. Они, по мнению Каприотти, служат показателем высокой культуры персонажей и одновременно являются приглашением зрителю ознакомиться с их содержанием, полезным для духовного здоровья. Горящая или потухшая свеча у Витторе Кривелли выходит за рамки очевидной ассоциации света с божественной природой. Горящая свеча — намёк на время, которое рано или поздно заканчивается, одновременно акт преданности верующего священному образу. Потухшая свеча — образ смерти и прерванной жизни. Некоторые образы Витторе Каприотти, по признанию Каприотти, он так и не сумел расшифровать, как, например, сложенное письмо, лежащее на парапете в композиции «Пьета» (Герцогский дворец в Урбино, Национальная галерея Марке). Слёзы на картинах художника, с точки зрения исследователя, не следует рассматривать «как простое физиологическое проявление чрезмерной чувствительности», напротив, они должны восприниматься как «божественный знак, зависящий от благодати, подлинный дар… духовный инструмент, с помощью которого грешник мог очистить свою душу».

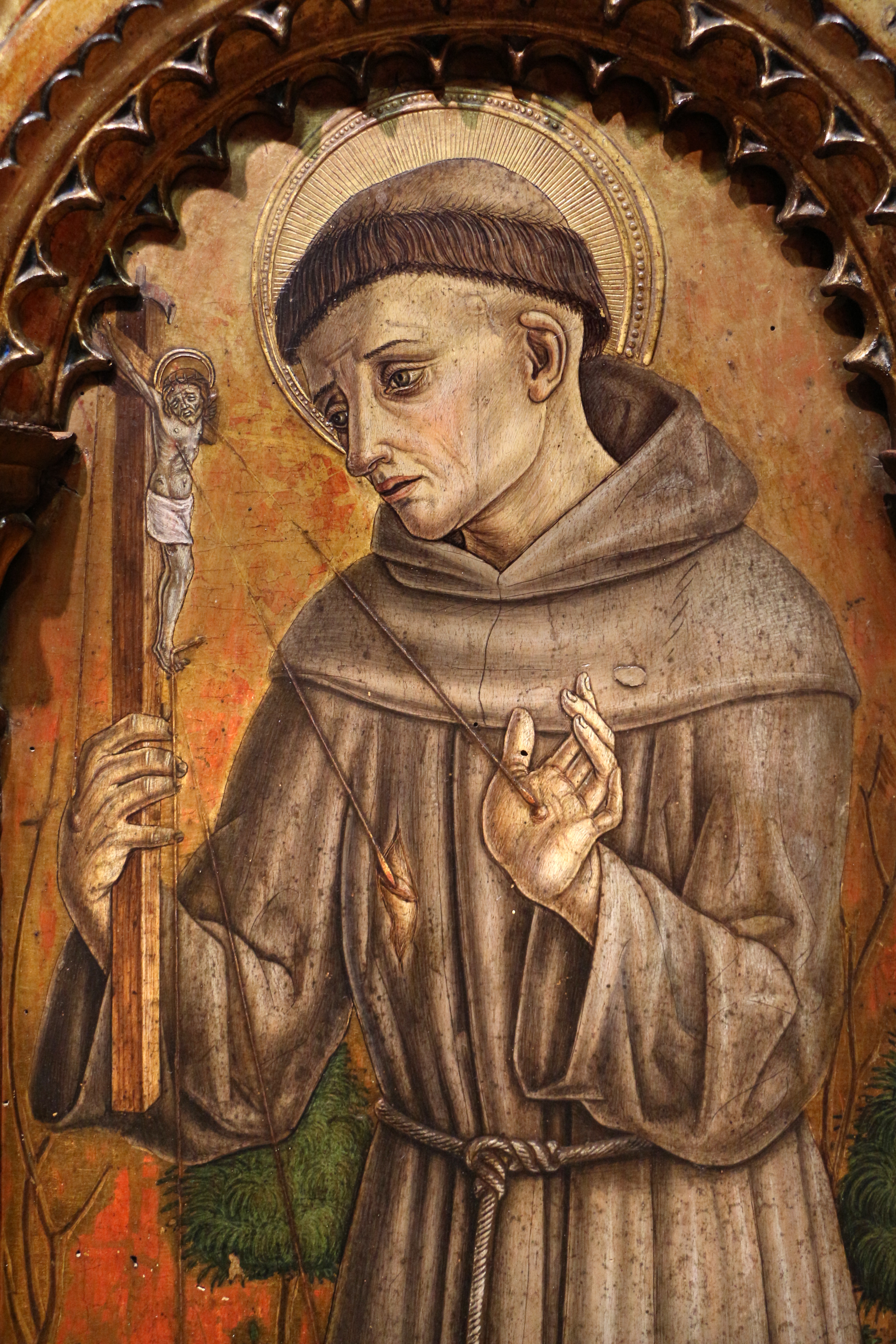
Витторе Кривелли. Святой Франциск со стигматами (фрагмент) на полиптихе из Сан-Северино-Марке, около 1482

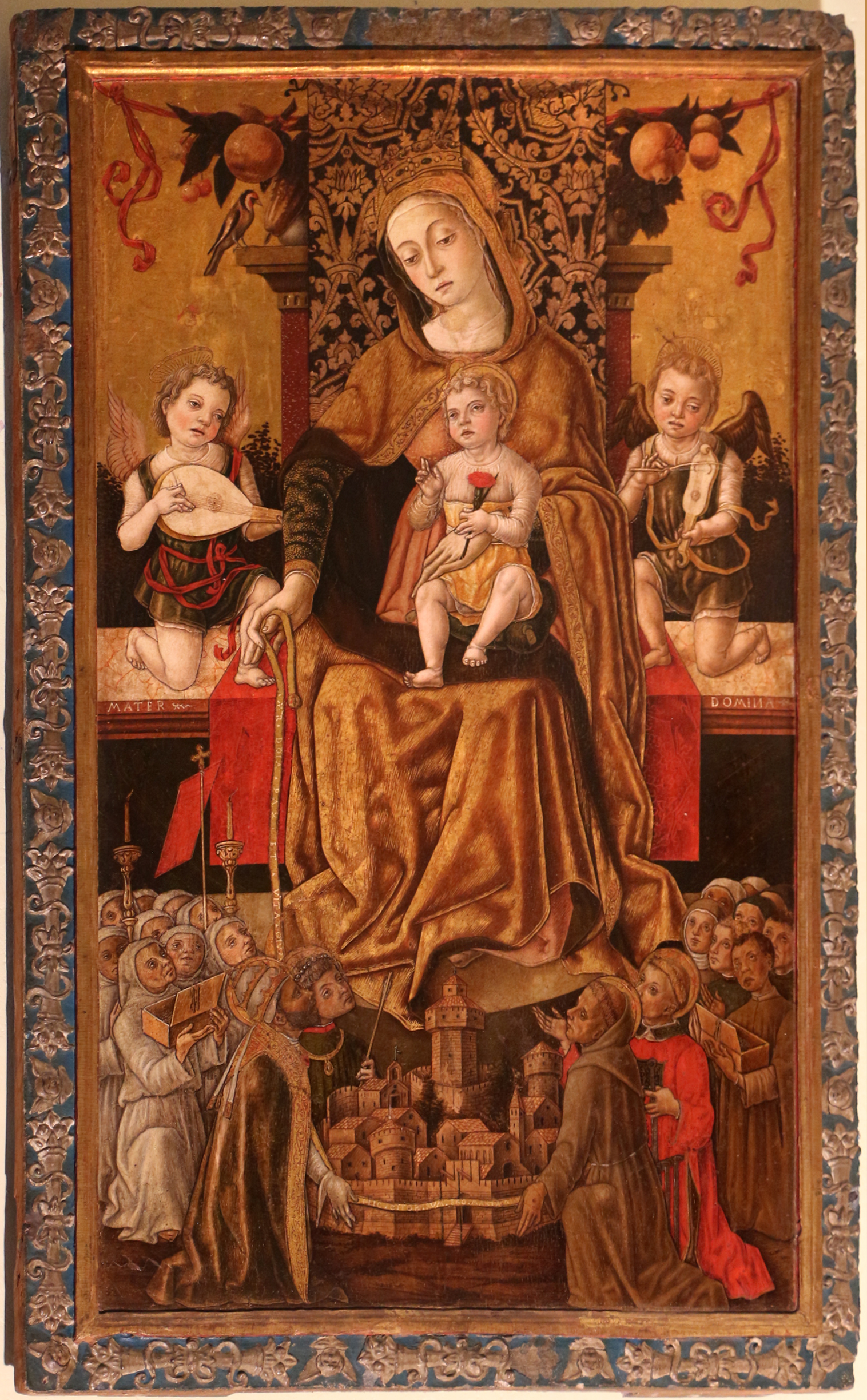
Витторе Кривелли. Мадонна милосердия. Масса-Фермана, церковь Святых Лоренцо, Сильвестра и Руфи

Каприотти указывал на сложность создаваемой Витторе Кривелли иконографии святого Бонавентуры на полиптихе из Сант-Эльпидио-а-Маре: францисканская ряса перевязана золотой застёжкой в форме серафима, являющуюся намёком на его латинский трактат «De sex Alis Seraphim» («О шестикрылом серафиме»), митра епископа соответствует его церковной должности главы епархии Альбано, шляпа кардинала висит на пальцах левой руки, предположительно, в связи с тщетной попыткой святого отклонить кардинальные знаки отличия, доставленные ему посланниками Григория Х, книга в руке, широко открытая для зрителя — приглашение вспомнить его важные сочинения, в том числе официальную биографию Франциска Ассизского, в руке вырванное с корнем дерево с распятием Христом, увенчанное пеликаном (разрывающим себе грудь и кормящим кровью своих птенцов) и окружённое тринадцатью медальонами на ветвях.
Каприотти обращал внимание также на необычное изображение Витторе Кривелли стигматов Франциска Ассизского. Они являются у него не внутренними ранами, как на картинах других художников, а «мясистыми и приподнятыми наростами». Исследователь указывал, что именно изображение Витторе Кривелли соответствует тексту Фомы Челанского в «Третьем рассмотрении Таинства Святых Стигматов», где стигматы, полученные святым, описываются так: «Гвозди пронзили его руки и ноги, и шляпки тех гвоздей были видны в плоти ладоней и ступней, выступавшие из плоти, а острия гвоздей, выступившие с другой стороны ладоней и ступней, были загнуты и сжаты и выступали из плоти таким образом, что в них можно было просунуть палец руки, как в кольцо. А шляпки гвоздей были круглые и чёрные». «Пять рассмотрений Таинства Святых Стигматов» представляют собой пять дополнительных глав к «Цветочкам Святого Франциска», которые были записаны не позднее 1230 года францисканцем Фомой Челанским, ранним биографом Франциска Ассизского. Впервые эти пять глав были опубликованы в его «Tractatus de miraculous». Каприотти считал, что обращение Витторе Кривелли к тексту Фомы Челанского, а не к официальному житию святого Франциска, написанному святым Бонавентурой, «следует относить к тем немногим и слабым голосам францисканского инакомыслия, которые сохранились до наших дней». По его мнению, оно отражает позицию некоторой части францисканцев, живших в провинции Марке и являвшихся заказчиками художника.
Каприотти отмечал наличие в творчестве Витторе иконографического типа «Мадонны милосердия» (итал. «Madonna della Misericordia») — Дева Мария укрывает полами своего широкого плаща или своим поясом фигуры людей, одетых в одежду современников художника. Исследователь указывал на возможности цистерцианского или восточного его происхождения, а также связанного с ритуалом усыновления, брака или права на убежище. Этот тип распространился в Италии прежде всего в связи с эпидемиями, но приобрёл социальное и гражданское значение. Потребность в таком образе испытывали гильдии и братства. В творчестве Витторе такой тип иконографии представлен панелью «Мадонна милосердия» в церкви Святых Лаврентия, Сильвестра и Руфи из Масса-Фермана. Модель города, изображённая на картине, представляет всю общину, которая населяет окружённую стеной деревню, и в равной степени братию слева и граждан справа, взятых под защиту Мадонной. Два открытых короба, снабжённых ключами, наполнены золотыми монетами. Надпись, нанесённая на парапет и пояс Марии (лат. «MATER DOMINA. PAX ET VITA OMNIUM HIC CINCTORUM SUM EGO MARIA» указывает на мир, который был одной из «основных целей францисканского социального действия», — мирное сосуществование между бедняками и богачами (в другой своей статье, посвящённой этой картине, Каприотти акцентирует роль Святого Франциска как миротворца между сторонами, находящимися в конфликте). Этот гражданский мир был, как предполагает Каприотти, с точки зрения художника, результатом хорошего управления денежными средствами. Панель представляет «мистический союз христиан в проекте благотворительной солидарности, в котором неразрывно связаны экономический и сотериологический дискурс». Пояс Марии, который окружает образ города, указывает границы территории, которая должна быть связана с божественной защитой правильно организованной городской экономики.

## Личная жизнь
Жизнь художника прошла без особых событий. Известно, что Витторе Кривелли женился в Фермо на некоей неизвестной по имени девушке из семьи Соларио. Она была дочерью Пьетро Соларио, сыном которого был известный представитель венецианской школы живописи Антонио Соларио. В браке родился сын Джакомо. Пьетро Дзампетти писал о детях (во множественном числе) художника, но имена остальных он не указывал. Из сохранившихся документов известно о занятиях Джакомо предпринимательством. Один из его контрактов, заключённый 30 октября 1494 года гласит: «Джакомо, сын маэстро художника Витторе, соглашается с Антонио ди Бенедетто да Гуальдо о разделе определённого количества пшеницы, посеянной во владении Джованни Гуальдерози». Франческа Кольтринари на основе анализа архивных документов писала, что Витторе Кривелли использовал труд своего сына Джакомо в мастерской в качестве наёмного работника. Однако, по её мнению, Джакомо не смог самостоятельно управлять мастерской отца после его смерти. Он попытался доверить отцовскую мастерскую венецианцу Антонио Соларио, передавая ему контракт на выполнение работы, которую Витторе и Джакомо не сумели завершить. Учитывая, что отсутствуют другие документы, подтверждающие руководство Джакомо Кривелли мастерской своего отца, Кольтринари предположила, что Джакомо «больше не будет заниматься деятельностью художника, а мастерская Витторе, похоже, перешла к Джулиано Презутти из Фано».

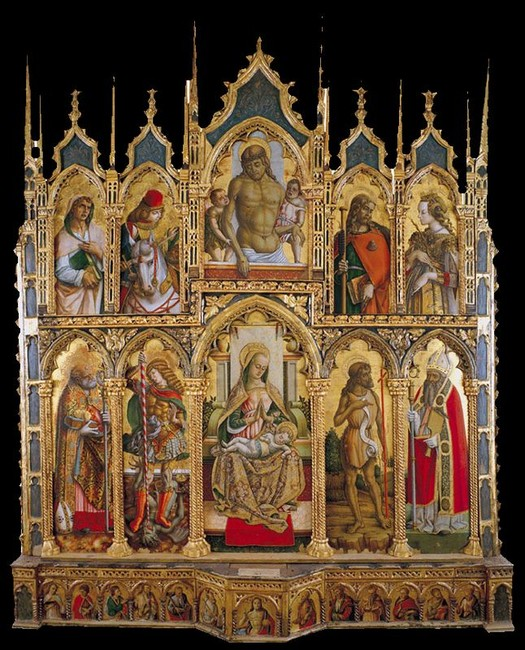
Витторе и Карло Кривелли. Полиптих из церкви Святого Мартина Епископа, 1477—1480. Монте-Сан-Мартино

Франческа Кольтринари считала, что Джакомо воспринимал себя как «своего рода администратор отцовской мастерской», и собирался продолжить её деятельность, объединившись с Соларио. Однако, Соларио, с её точки зрения, — «современный художник, перспективный ученик венецианцев Джованни Беллини и Альвизе Виварини», в своём творчестве он принадлежал к иной эпохе в сравнении с Кривелли и обладал другим художественным языком. В поисках заказов Витторе Кривелли расширил географию контрактов своей мастерской, она была более широкой, чем у его брата, ограничивавшегося пространством между Асколи и Камерино. Цены на работы Витторе были намного ниже, чем у Карло, одна из работ которого принесла в 1491 году 310 дукатов, в то время как самая крупная сумма, полученная Витторе, — это 200 дукатов за полиптих для церкви Сан-Франческо в Озимо в августе 1501 года. Витторе должен был поддерживать хорошие отношения с францисканцами, которые были его основными работодателями. В последние годы жизни Витторе Кривелли, по мнению Кольтринари, возросла роль его сына Джакомо, «который не пошёл по его стопам, но помогал ему, выступая в качестве посредника с клиентами», а также в управлении мастерской, особенно была велика его роль в получении оплаты за выполнение контрактов, «что должно было стать самой утомительной частью [деятельности мастерской], учитывая частую неплатёжеспособность клиентов» отца.
Личные отношения Витторе со своим старшим братом Карло практически неизвестны. Александр Махов писал: «Неотступно следуя по пятам за своим старшим братом и копируя его, он так и не смог стать вровень с ним». Махов утверждал, что лишь однажды оба брата в самом конце XV века вместе работали над одним и тем же полиптихом для городка Монте-Сан-Мартино. Франческа Кольтринари считала, что начало работы над алтарём следует датировать 1480—1482 годами, а деревянный каркас к полиптиху соотнести со столярной мастерской Джованни ди Стефано из Монтельпаро. К творчеству Карло Кольтринари относила лишь панель с о святым Мартином, который даёт плащ бедняку. По её предположению, Карло Кривелли начал работу над полиптихом, но быстро потерял к ней интерес (в том числе из-за невысокой оплаты заказа и желания переключиться на работу в Камерино). Завершал работу над полиптихом уже Витторе Кривелли.
Джузеппе Каприотти отмечал, что на протяжении своей жизни Витторе жил и работал в экономически и интеллектуально развитых областях, а не в дремучей провинции. Задар — в XV веке самый важный город Далмации, место притяжения гуманистов и библиотекарей, интересующихся античными руинами города. Южная часть Марке являлась территорией с развитой коммерческой и производственной деятельностью, находившаяся «в постоянном диалоге с Далматинским побережьем», эта область также являлась местом подъёма интеллектуальной деятельности ордена францисканцев. Это богатая область, где дворяне и купцы могли инвестировать деньги в предметы роскоши и престижа. Каприотти отмечал интерес местных францисканцев к проблемам экономики: товарному производству, ростовщичеству, предпринимательской надёжности и благотворительности. Они требовали правильно распределить деньги, полученные в качестве прибыли, и инвестировать часть своего дохода в благотворительную деятельность или коммунальные работы в интересах спасения души самого предпринимателя.

## Наиболее известные произведения художника

### «Мадонна с младенцем и святыми» из Государственного музея изобразительных искусств имени А. С. Пушкина

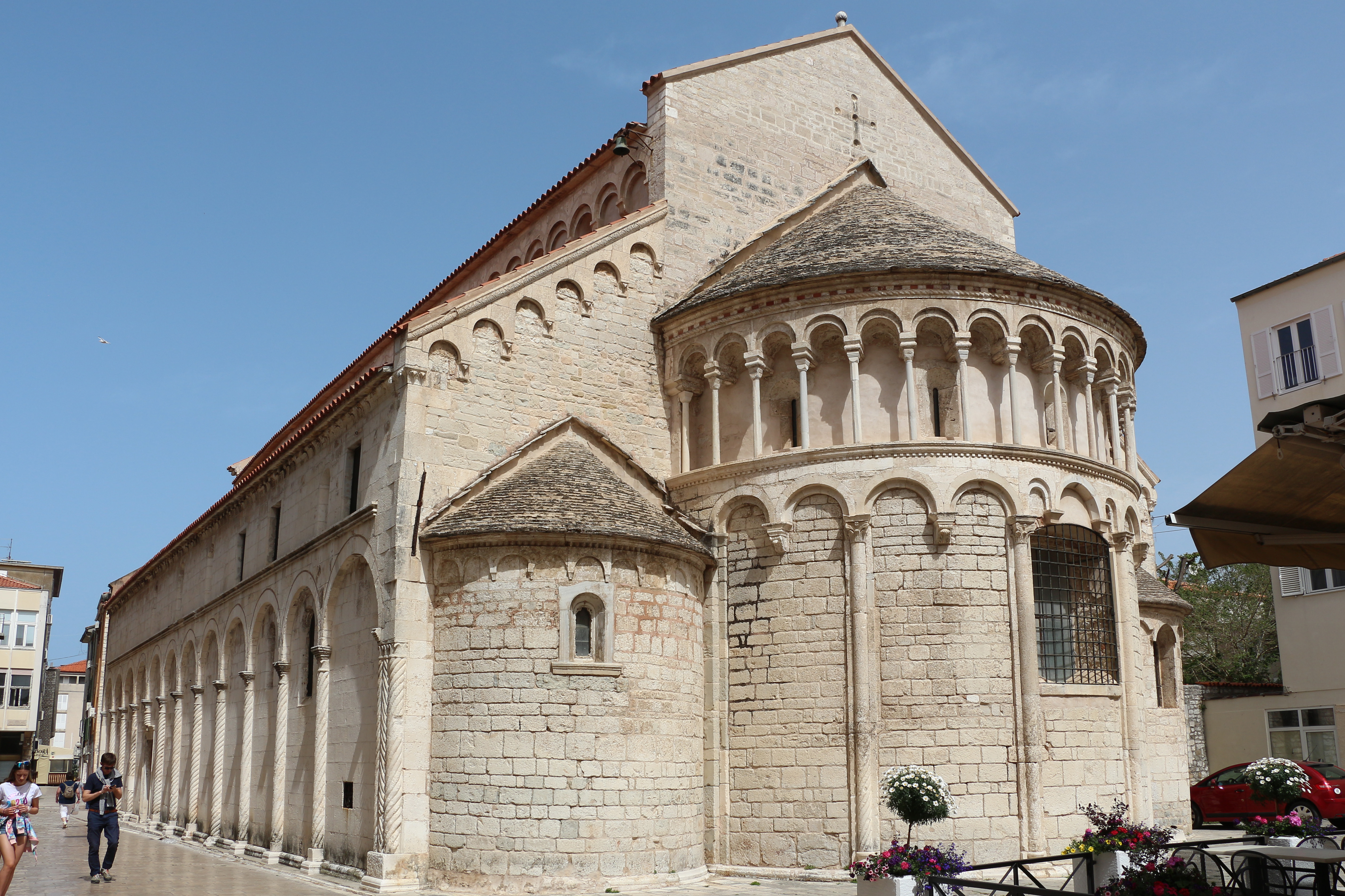
Церковь Святого Хрисогона в Задаре, для которой, возможно, был предназначен полиптих

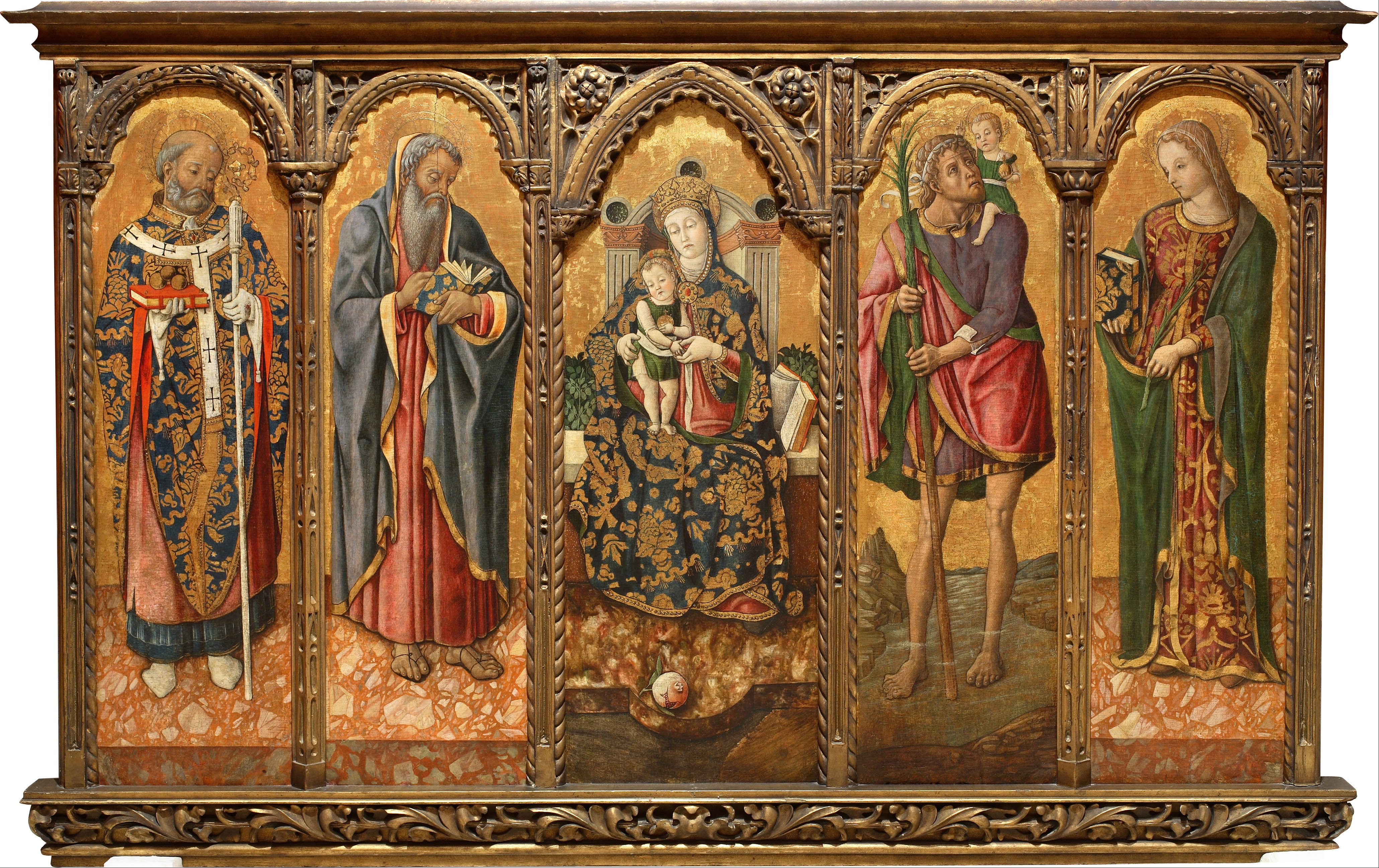
Витторе Кривелли. Мадонна с младенцем и святыми, около 1480

Полиптих между 1886 и 1898 годами приобрёл в Италии (по предположению искусствоведов, в лавке антиквара Онганьи на площади Сан Марко в Венеции) церковный деятель и философ славянофильского направления Дмитрий Хомяков. В 1901 году философ передал полиптих в дар в единственный в то время в Москве крупный общедоступный Румянцевский музей как работу неизвестного венецианского мастера с острова Мурано. Позже он приписывался анонимному представителю падуанской школы живописи и Бартоломео Виварини. Впервые устно атрибутировал его Витторе Кривелли доктор искусствоведения, член-корреспондент Академии наук СССР Виктор Лазарев. С этой атрибуцией полиптих был занесён в инвентарную книгу Государственного музея изобразительных искусств имени А. С. Пушкина в 1924 году, когда он в него поступил из расформированного Румянцевского музея (инв. Ж-212). Полиптих Витторе Кривелли находится в постоянной экспозиции музея в зале № 7 «Византийское искусство. Искусство Италии XIII—XVI веков».
Полиптих выполнен в технике темперы по дереву (доски пихты). В отдельных местах трещины и небольшие утраты красочного слоя, дополненные реставрационной ретушью. Присутствует позолота и гравировка (фон, нимбы и украшения). Размер полиптиха вместе с деревянным каркасом — 113 × 190 см, центральная панель — 105 × 41,5 см, боковые панели — 105 × 34,5 см каждая.
Центральная панель полиптиха — «Мадонна с младенцем», который стоит на её коленях. В левой руке Христа находится держава, увенчанная крестом. Мадонна представлена как Царица Небесная. Она восседает на троне с короной на голове. Рядом с ней «Книга Премудрости Соломона». Образ Мадонны, сидящей на мраморном троне перед небольшой инкрустированной нишей, мраморный пол под её ногами и одежда с богатым орнаментом характерны для работ Витторе Кривелли. У ног Мадонны большой гранат, из-под его лопнувшей кожуры заметно множество зёрен. Справа от центральной панели изображены святой Антоний Аббат с книгой (он изображён без своих традиционных атрибутов — посоха и свиньи) и святой Николай, он держит в левой руке епископский посох, а в правой — книгу с тремя золотыми шарами (он также изображён без привычной епископской митры). С левой стороны изображены святой Христофор с посохом из пальмового дерева и младенцем Иисусом на плече и, предположительно, святая Екатерина Александрийская с книгой, пальмовой ветвью и короной на голове.
Полиптих имеет значительное сходство с работами, которые относят к раннему периоду творчества Витторе Кривелли. Он продолжался до 1460 года и был отмечен влиянием Антонио Виварини, Франческо де Франчески, Джорджо Скьявоне и традициями муранской школы живописи. Для последней характерно «сочетание декоративной выразительности, стремлением соединить пластические достижения Ренессанса с почти „готическим“ увлечением орнаментальностью и красочностью». Федерико Дзери считал, что Витторе Кривелли создал полиптих, находясь в Далмации (1465—1479 годы).
Хорватский искусствовед, профессор Задарского университета, Эмиль Хилье отождествил этот полиптих с тем, который был заказан в 1471 году для алтаря церкви Святого Хрисогона в Задаре. Был обнаружен контракт, заключённый 6 мая 1471 года между Витторе Кривелли и исполнителями завещания красильщика тканей Ивана Мильковича в присутствии его вдовы Маргариты (а также благородного Антонио ди Хризогоно и купца Джорджо Утино — исполнителей завещания, свидетелями договора выступили двое дворян из Задара — Лоренцо Чивалелли и Ломбардино Задулин) на изготовление полиптиха для этой церкви. По этому контракту Витторе обязался в течение года изготовить за сорок два дуката алтарь из резного и позолоченного дерева с пятью крупными фигурами, включая Мадонну на центральной панели в синей позолоченной одежде. Художник должен был написать других персонажей в соответствии с пожеланиями своих клиентов и в соответствии с предварительным проектом, который он сам представил им. Выбор святых для боковых панелей полиптиха, по мнению исследователя, может быть связан с именами заказчиков. Хилье предположил, что на полиптихе изображены не Антоний Аббат и Екатерина Александрийская, а бородатый святой Иоанн Богослов (тёзка умершего художника) и юная святая Маргарита Антиохийская (покровительница его супруги-заказчицы). Присутствие не вызывающих сомнения святого Николая и святого Христофора он объяснял их ролью святых покровителей моряков и путешественников, которые связаны с деятельностью семьи Мильковичей — красильщиков и торговцев тканями.
Завещание Иван Милькович сделал в 1460 году. В нём он предназначал от сорока до пятидесяти дукатов для полиптиха в алтаре Святой Анны в церкви Святого Хрисогона. Капелла семьи Мильковичей была создана в 1412 году камнерезом Джорджо из Задара. Из неё сохранилась гробница мясника Милько — родоначальника семьи. Мильковичи стали одной из самых богатых семей в Задаре, поскольку отказались от профессии Милько ради окраски ткани, приносившей значительно большие доходы. С точки зрения Ясенки Гудель, договор на полиптих был выгоден для обеих сторон: «семья выбирает самого популярного художника [Витторе Кривелли] для украшения алтаря и капеллы в церкви одного из покровителей Задара, чем подтверждает высокий социальный статус».

### Полиптих капеллы Уффредуччи из церкви Святого Франциска в Фермо

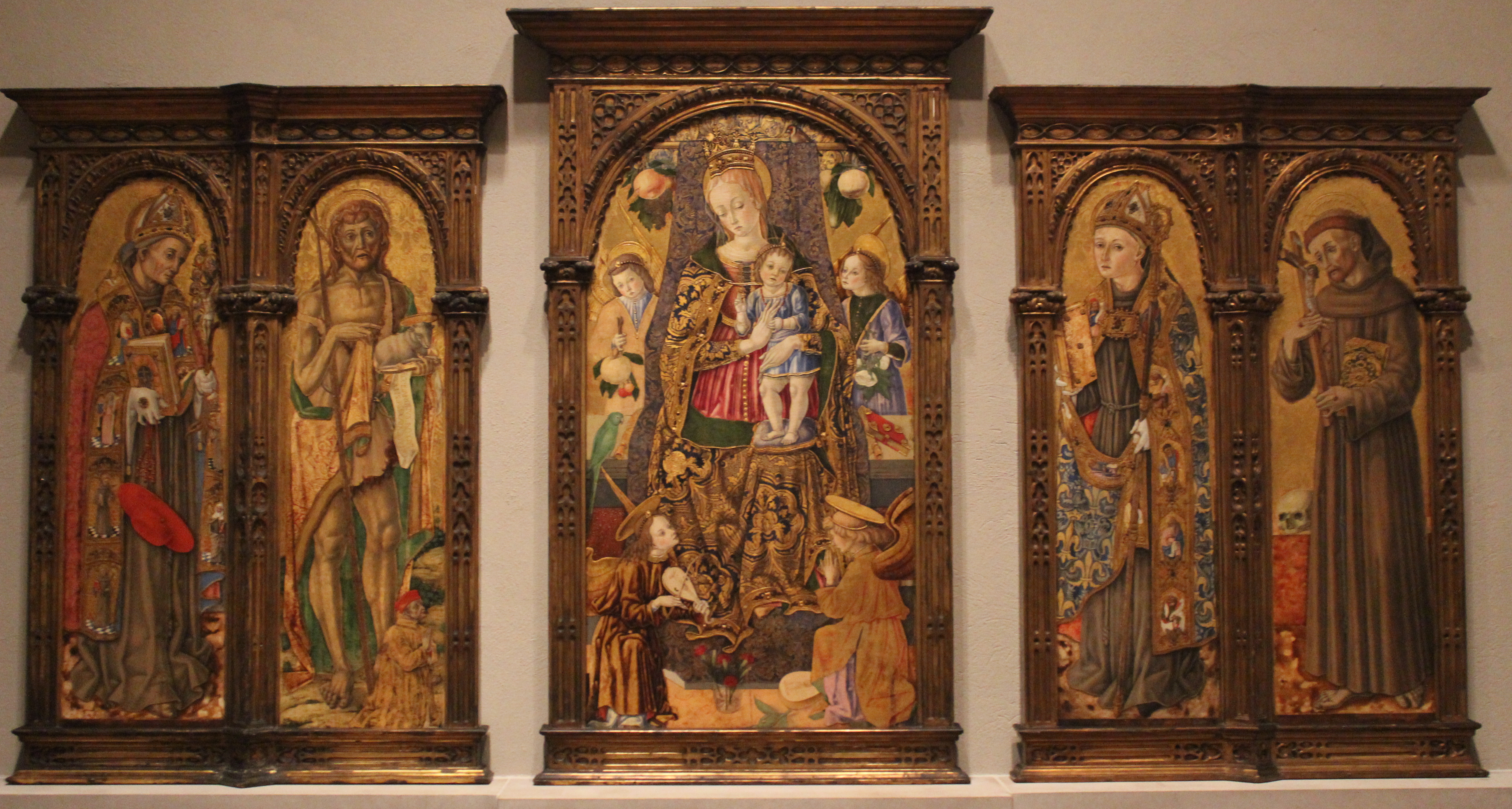
Витторе Кривелли. Пять панелей из основного уровня полиптиха капеллы Уффредуччи

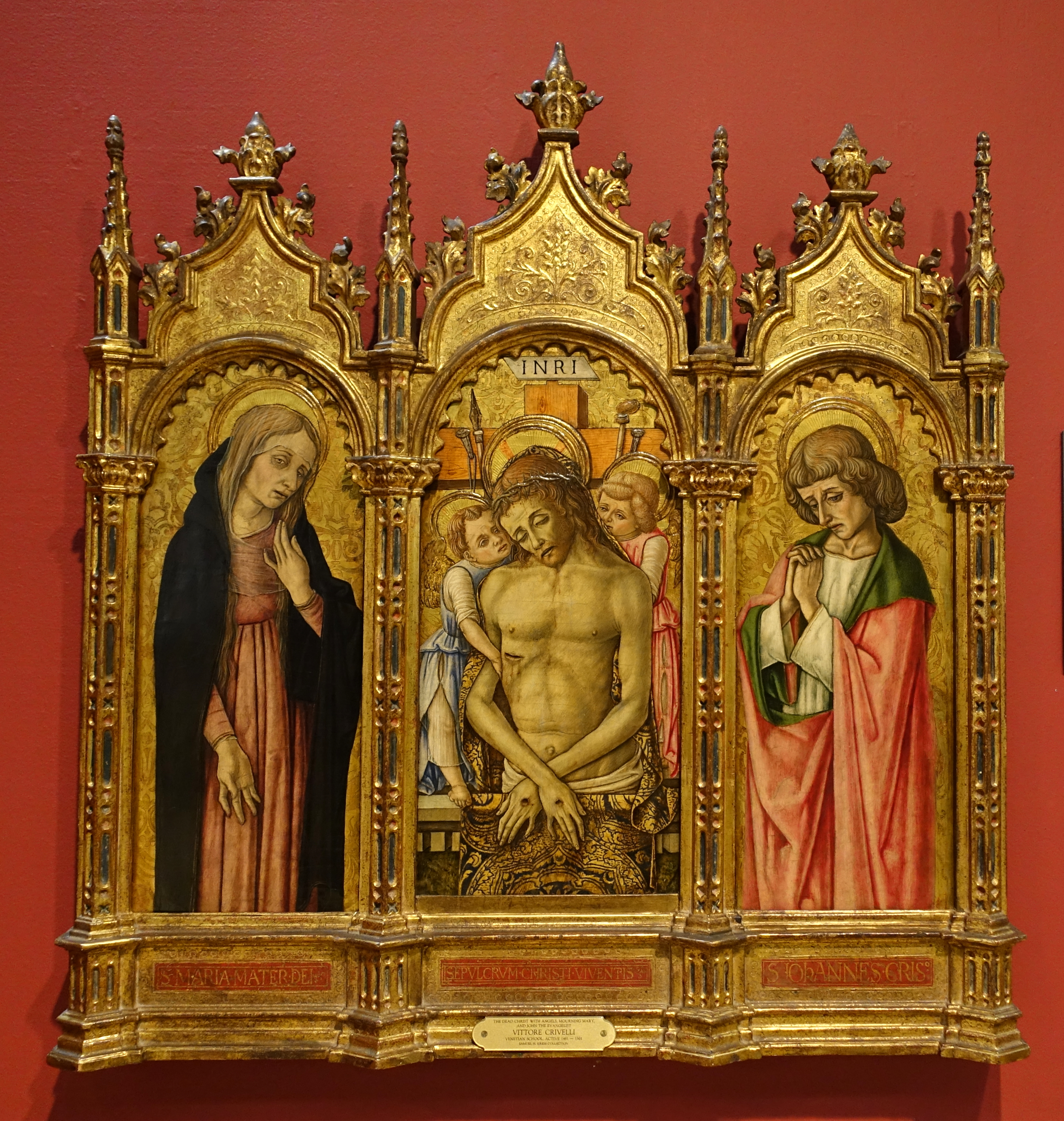
Витторе Кривелли. Три центральные панели верхнего ряда из полиптиха капеллы Уффредуччи, Музей Университета Аризоны

Исследовательницы творчества Витторе Кривелли Сандра да Проввидо и Сюзан Легуи считали, что это был алтарный полиптих, находившийся долгое время в коллекции семьи Винчи в Фермо в XIX веке. Полиптих за это время был описан исследователями живописи эпохи Возрождения Кроу и Кавальказелле, а в 1858 году — художником и директором Национальной галереи в Лондоне Чарльзом Истлейком. Сохранилась также опись панелей полиптиха 1889 года. Алтарь оказался в коллекции Эуфемио Винчи после закрытия церкви Святого Франциска в 1819 году. Франческа Кольтринари писала, что Винчи, чтобы оправдать присвоение этого произведения, придумал историю, в соответствии с которой его предки напрямую заказали этот полиптих художнику.
Полиптих был разделён на 17 панелей и продан графом Джузеппе Винчи, на аукционе в Риме 1 мая 1889 года. Американский юрист и коллекционер Джон Дж. Джонсон приобрёл пять панелей за беспрецедентную сумму 7 000 британских фунтов стерлингов, то есть больше, чем стоили тогда работы Рафаэля и Дюрера.
Центральная панель этого полиптиха представляет Мадонну, восседающую на троне с благословляющим младенцем-Иисусом на коленях между четырьмя ангелами, из которых два играют на музыкальных инструментах на переднем плане. Рядом с Мадонной находятся две птицы: с левой от зрителя стороны на парапете сидит зелёный попугай, а в правой верхней части на деревянной палке, на которой висит тяжёлый полог за спиной Девы Марии, сидит отливающий золотом щегол с красной головкой. Средневековый учёный Исидор Севильский в своей книге «Этимологии, или Начала в 20 книгах» описывал попугая как птицу, которая спонтанно воздаёт славу Мадонне, произнося «Ave» («Славься»). Малиновка (а в иконографии также золотой щегол с красной головой), по преданию, пыталась освободить Иисуса от тернового венца, который впивался в его голову. От этого её грудь покраснела от крови Христа.
На четырёх панелях по сторонам изображены Иоанн Креститель, у ног которого маленькая фигура донатора преклоняет колени; святой Бонавентура с распятием; святой Франциск, принимающий стигматы, и святой Людовик Тулузский. Двенадцать других панелей (Кроу и Кавальказелле относили все их в состав пределлы) включают сцены «Пьеты» и «Воскресения Христова», а также фигуры святых. Подпись художника находится за панелью и считается копией оригинала, существовавшего на старой раме. Стиль, по убеждению Кроу и Кавальказелле, характерен для подписанных алтарей Витторе Кривелли. Основной ряд полиптиха был приобретён Джоном Дж. Джонсоном. Эти пять самых больших панелей полиптиха, по утверждению Кроу и Кавальказелле, находились в 1912 году в коллекции Анны и Уильяма Уилстахов в Художественном музее Филадельфии. По своему завещанию 1892 года богатый коллекционер Анна Уилстах завещала Филадельфии принадлежавшие ей произведения искусства, включая связанные с ними книги и фотографии, а также часть принадлежавшего ей имущества. Эти средства должны были быть инвестированы, а прибыль от инвестиций — использоваться для ухода за произведениями искусства, а также для расширения коллекции. В 1896 году Джонсон передал в эту коллекцию, уже размещённую в Художественном музее, полиптих Витторе Кривелли.

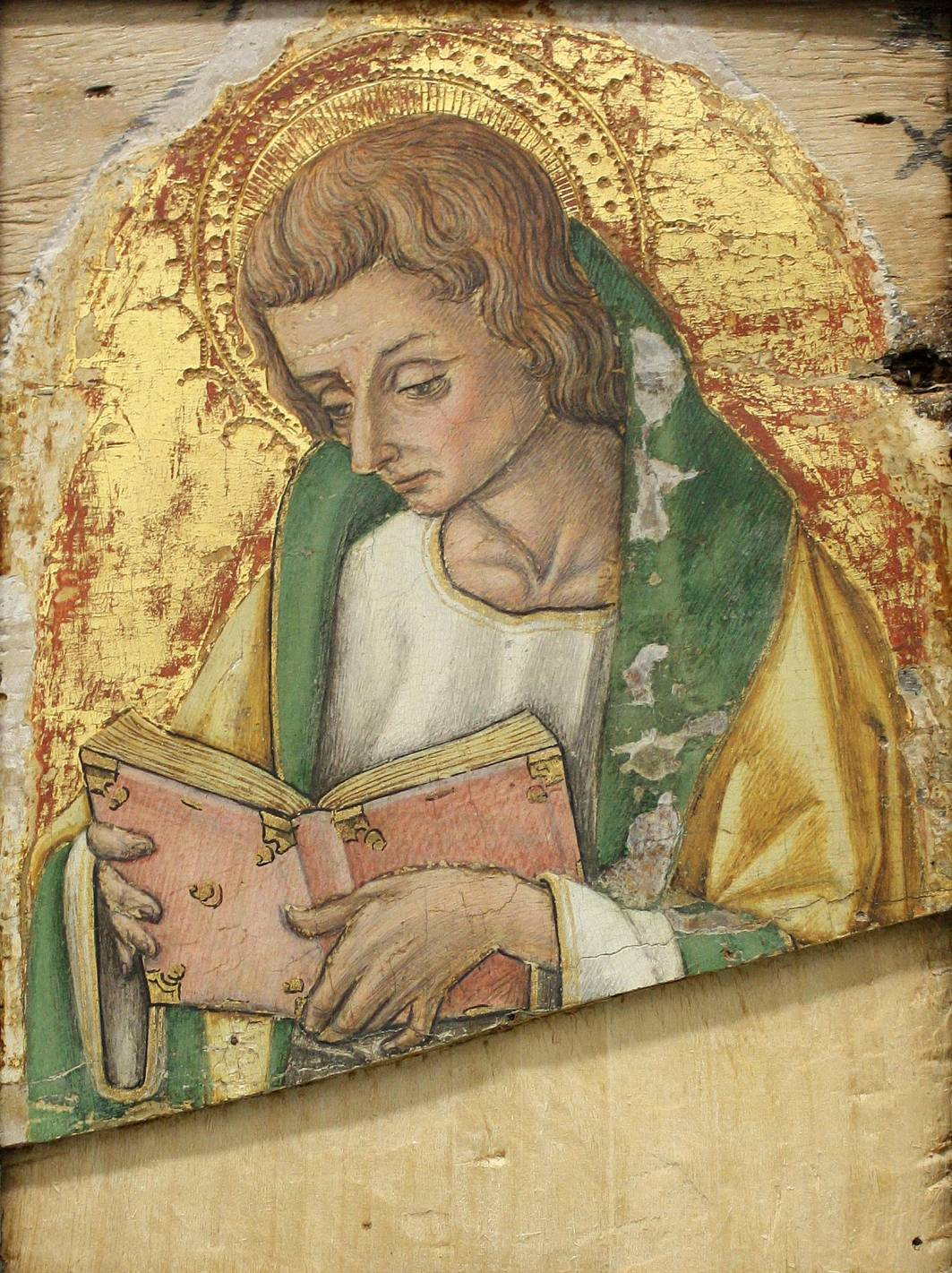
Витторе Кривелли. Читающий апостол из полиптиха капеллы Уффредуччи (пределла).

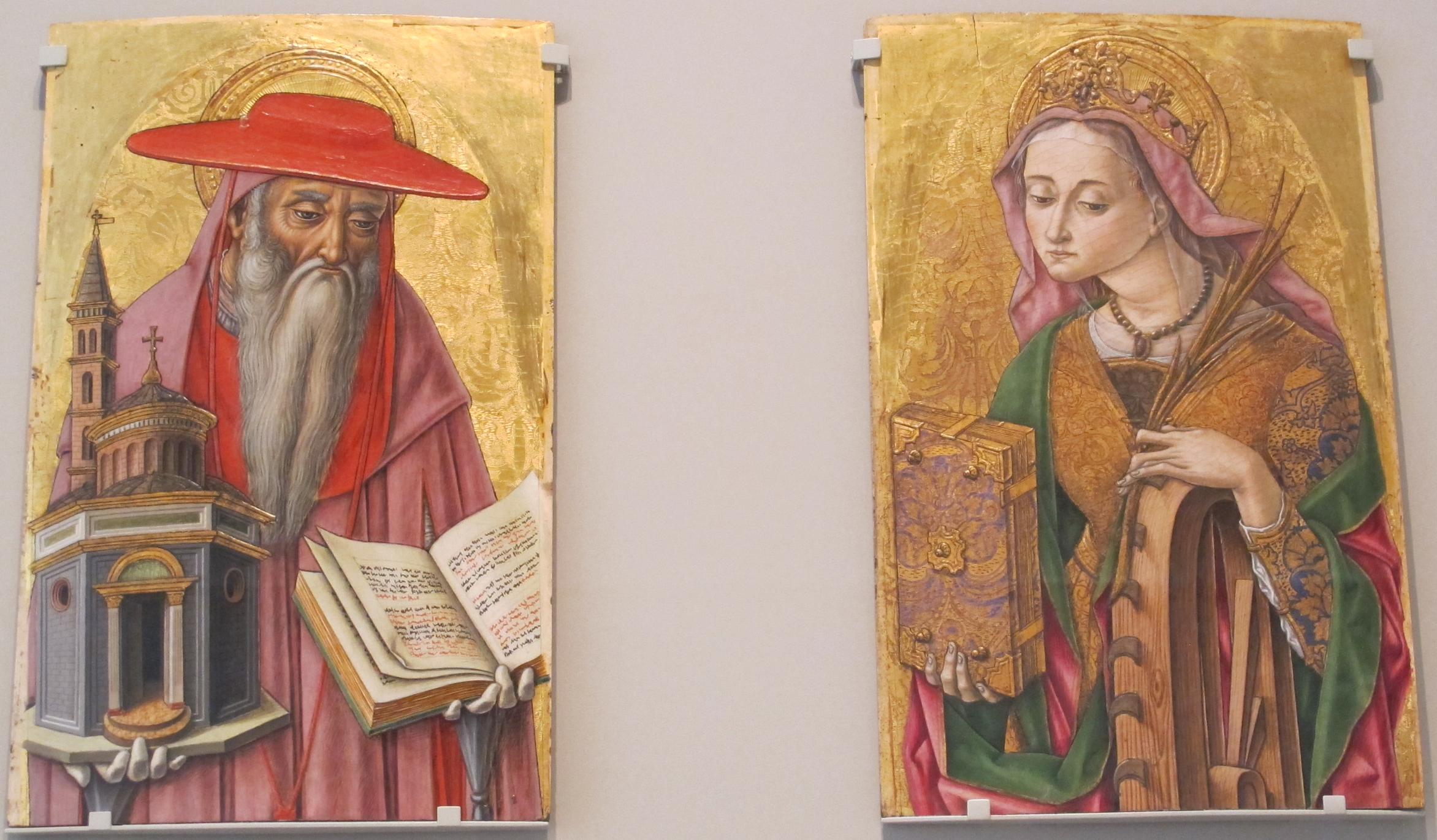
Витторе Кривелли. «Святой Иероним» и «Святая Екатерина» — боковые панели верхнего уровня из полиптиха капеллы Уффредуччи. Музей Виктории и Альберта

Сюзан Легуи заявила в своей статье 1975 года, что ей удалось отождествить с экспонатами различных музеев, по крайней мере, тринадцать элементов полиптиха, который был написан Витторе Кривелли для капеллы семьи Уффредуччи. Сотрудники Художественного музея в Филадельфии датируют полиптих в каталоге коллекции Джона Дж. Джонсона 1481 годом. Предлагаемая ими реконструкция полиптиха:
- Основной уровень (5 панелей): «Святой Бонавентура» и «Святой Иоанн Креститель» с Лодовико Уффредуччи, стоящим на коленях у его ног (Франческа Кольтринари выражала сомнение в том, что это он, основываясь на сравнении внешности изображённого с другими известными портретами Лодовико и на отсутствии на персонаже одеяния сенатора, которое носил Лодовико[24]), — с левой стороны от зрителя, «Мадонна с младенцем и ангелами» — в центре; «Святой Франциск Ассизский» и «Святой Людовик Тулузский» (все пять панелей находятся в Художественном музее Филадельфии, инв. W1896-1-11А-Е, полиптих экспонируется в зале 313а раздела «Европейское искусство 1100—1500», техника — темпера по дереву, размеры панелей слева направо: 126,7 × 38,7 см, 27 × 38,4 см, 141,6 × 76,2 см, 126,7 × 38,7 см, 126,7 × 39,1 см[85]);
- Верхний уровень (слева направо, 7 панелей): «Святой Антоний Падуанский» (Замок Хуиса Берга[нидерл.], С-Хееренберг[англ.], Нидерланды); «Святой Иероним» (Музей Виктории и Альберта, Лондон, панель приобретена в 1865 году, инв. 765: 1-1865, экспонируется в зале 64а галереи Роберта Х. Смита корпуса № 6 музея, в разделе «Средневековье и Ренессанс», темпера и позолота по дереву, 60,8 х 38,4 см[86]); «Скорбящая Богородица», «Мёртвый Христос с двумя ангелами», «Скорбящий святой Иоанн Богослов» (Художественный музей[англ.] в Университете Аризоны, Тусон, дар Фонда Самуила Х. Кресса в 1961 году, инв. 1961.013.005, темпера по дереву, размер — 21,85 х 10,354 дюймов[87]); «Святая Екатерина Александрийская» (Музей Виктории и Альберта, Лондон, панель приобретена в 1865 году, инв. 765А-1865, экспонируется в зале 64а галереи Роберта Х. Смита корпуса № 6 музея, в разделе «Средневековье и Ренессанс», темпера и позолота по дереву, размер 61,3 х 38,4 см[88]); «Святой Бернардин Сиенский» (Замок Хуиса Берга, С-Хееренберг, Нидерланды);
- Пределла под основным уровнем (13 панелей первоначально): одна из панелей слева — «Апостол со свитком», в центре — «Воскресший Христос» (современное местонахождение неизвестно); дальняя от центра панель справа —"Читающий апостол" (Музей Линденау, Альтенбург, Германия, 24 x 17,2 см, темпера по дереву, инв. 107[89]).

По мнению сотрудников музея, остаются ещё десять панелей пределлы, которые невозможно идентифицировать. Бесследно исчезла также «вычурная позолоченная» деревянная рама-каркас. Известно, что после подписания контракта на изготовление полиптиха, Витторе Кривелли нанял плотника Симоне ди Мартино, чтобы вырезать рамы для него, сам художник покрыл его позолотой.
Панели полиптиха из замка Хуиса Берга, С-Хееренберг, Нидерланды

### «Непорочное зачатие» из Фалероне

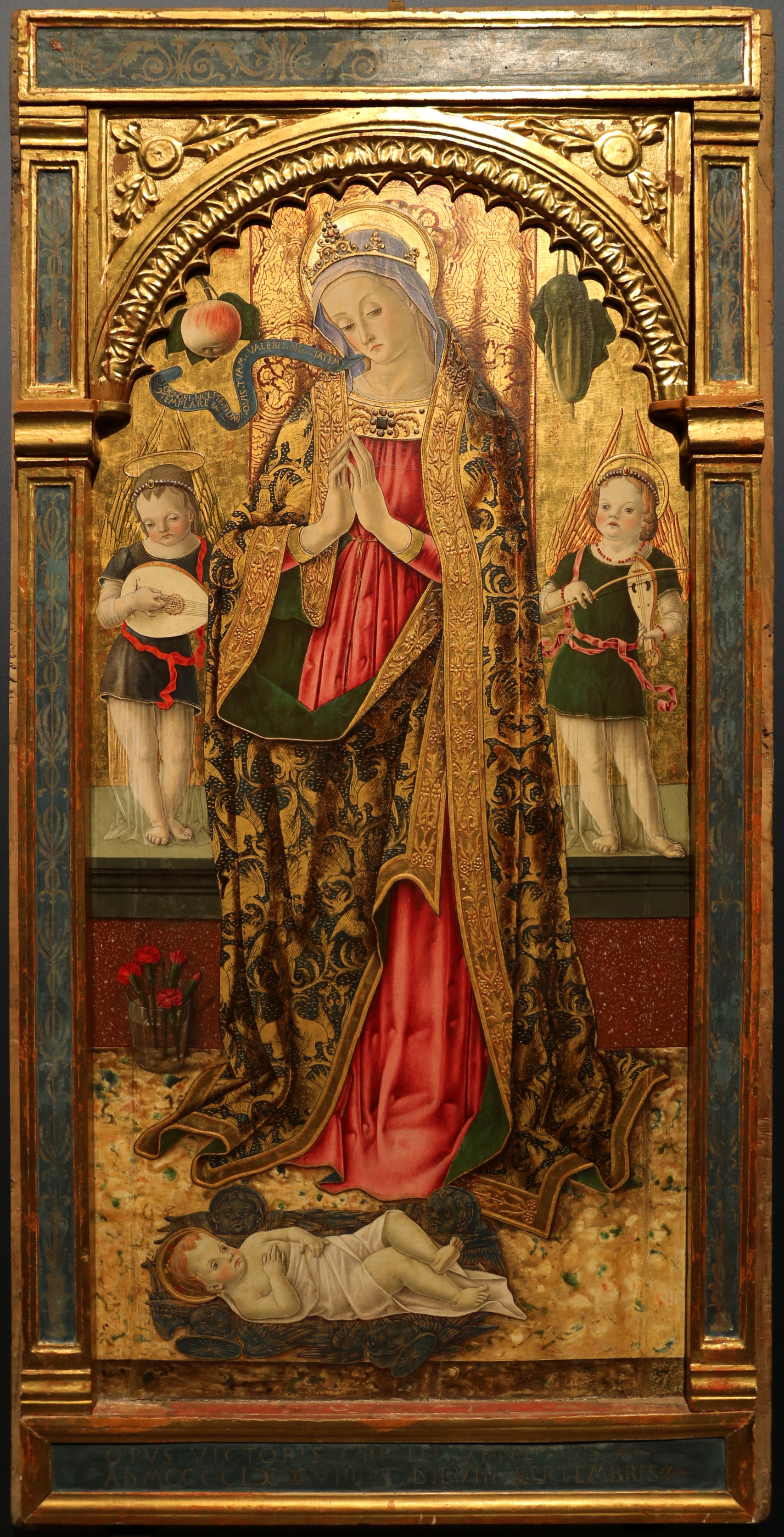
Витторе Кривелли. Мадонна, поклоняющаяся младенцу (Непорочное зачатие) для церкви Святого Фортуната в Фалероне, 8 сентября 1479

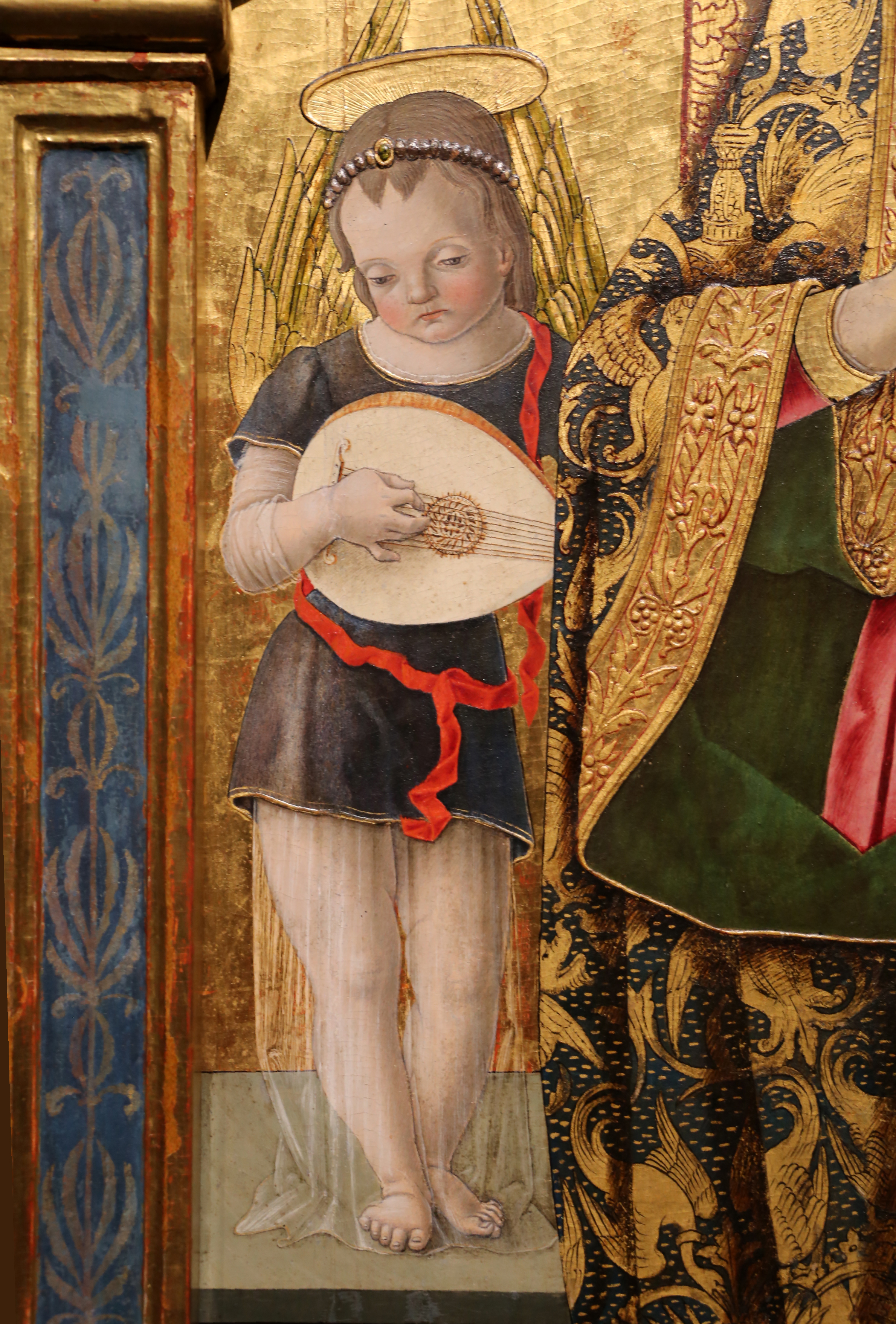
Ангел с лютней

«Мадонна, поклоняющаяся младенцу» более известна как «Непорочное зачатие». Техника исполнения работы Виттере Кривелли — темпера и позолота на дереве, размер — 167 х 86 см. Картина находится в церкви Святого Фортуната в городе Фалероне. Она была отреставрирована в 1996 году. Картина датирована с точностью до дня (8 сентября 1479 года) и подписана (лат. «OPUS VICTORIS CRIVELLI VENETUS A. D. MCCCCLXXVIIII ET DIE VIII SEPTEMBRIS») самим Витторе Кривелли. В подписи художник допустил грубую ошибку при использовании слова «venetus» вместо родительного падежа «veneti», правильно используемого им на других своих картинах. Джузеппе Каприотти считает, что эта картина «должна считаться первой работой, выполненной венецианским художником в регионе Марке». Картина хорошо отражена в документах. В одном из ранних документов говорится, что, «чтобы избежать чумы, жители Фалерона недавно обратились к защите [образа] Непорочного зачатия, написанного в церкви Святого Фортуната». В более позднее время в описаниях указано картины указывается, что панель окружена холстами с «фигурами» и «надписями» или «девизами» из Священного Писания. По мнению Каприотти, они проясняли связь картины с темой Непорочного Зачатия Девы Марии, которую в силу обстоятельств не хотел акцентировать художник и его заказчики.
Витторе Кривелли написал эту картину в 1479 году. Франческа Кольтринари пыталась найти связь между выполнением заказа на полиптих Уффредуччи с 1479 года и получением художником контракта на «Непорочное зачатие» из Фалероне в этом же году. Она писала о тесных отношениях, существовавших между семьёй Лодовико Уффредуччи и францисканским орденом. Семья Уффредуччи происходила из Фалероне и продолжала владеть там значительными землями. Двумя годами ранее, в 1477 году, папа римский Сикст IV, состоявший прежде в ордене францисканцев, обнародовал буллу «Cum praecelsa», с помощью которой он утвердил праздник и пост Непорочного зачатия Девы Марии. Это решение папы спровоцировало возникновение братств и создание алтарей в честь нового праздника. Особенно в этом усердствовал орден францисканцев, доминиканцы же, выступавшие против придания этому положению догматического значения, продолжили попытки противостоять его распространению. Этот конфликт спровоцировал открытые диспуты между теологами обоих орденов и даже столкновения между францисканцами и доминиканцами, настолько значительные, что папа был вынужден издать в 1482 году новую буллу «Grave nimis», которой он запретил обоим орденам высказывание своей позиции публично, так как Церковь ещё не решила этот вопрос официально.
Скандалы, которые привели папу ко второму вмешательству в эту проблему, заставили францисканцев проявлять большую осторожность в проповеди. Художники и их заказчики стали предпринимать попытки разработать такое иконографическое решение, которое не вызывает конфликта сторон. Официальная иконография ещё отсутствовала. Витторе Кривелли и приоры города Фалерона создали решение, которое не стало каноническим (ни один другой художник не будет использовать его для обозначения Непорочного зачатия), но сам художник предлагал его в своих картинах снова и снова большое число раз, даже когда ему не навязывалась заказчиками данная тема. Тем не менее, свой вклад в иконографию Витторе внёс. Композиция стоящей Мадонны, молящейся со сложенными руками, — образ, очень часто используемый позже, хотя и не превратившийся в обязательный канон, принадлежит Витторе Кривелли. Даже его брат Карло в «Непорочном Зачатии» из Лондона, созданном в 1492 году для францисканской церкви Перголы, процитировал его. Это, по мнению итальянского искусствоведа Джузеппе Каприотти, единственный случай, когда Карло использует модель, ранее использованную Витторе. Каприотти предполагал, что тип стоящей Мадонны, которая молится младенцу-Иисусу со сложенными руками, вероятно, происходит из откровений Бригитты Шведской. Но в устоявшейся иконографии, основанной на этом видении, Мария обычно стоит на коленях, хотя всегда со сложенными руками и с наклонённой головой, а сам этот эпизод обычно происходит в пещере или в хижине.

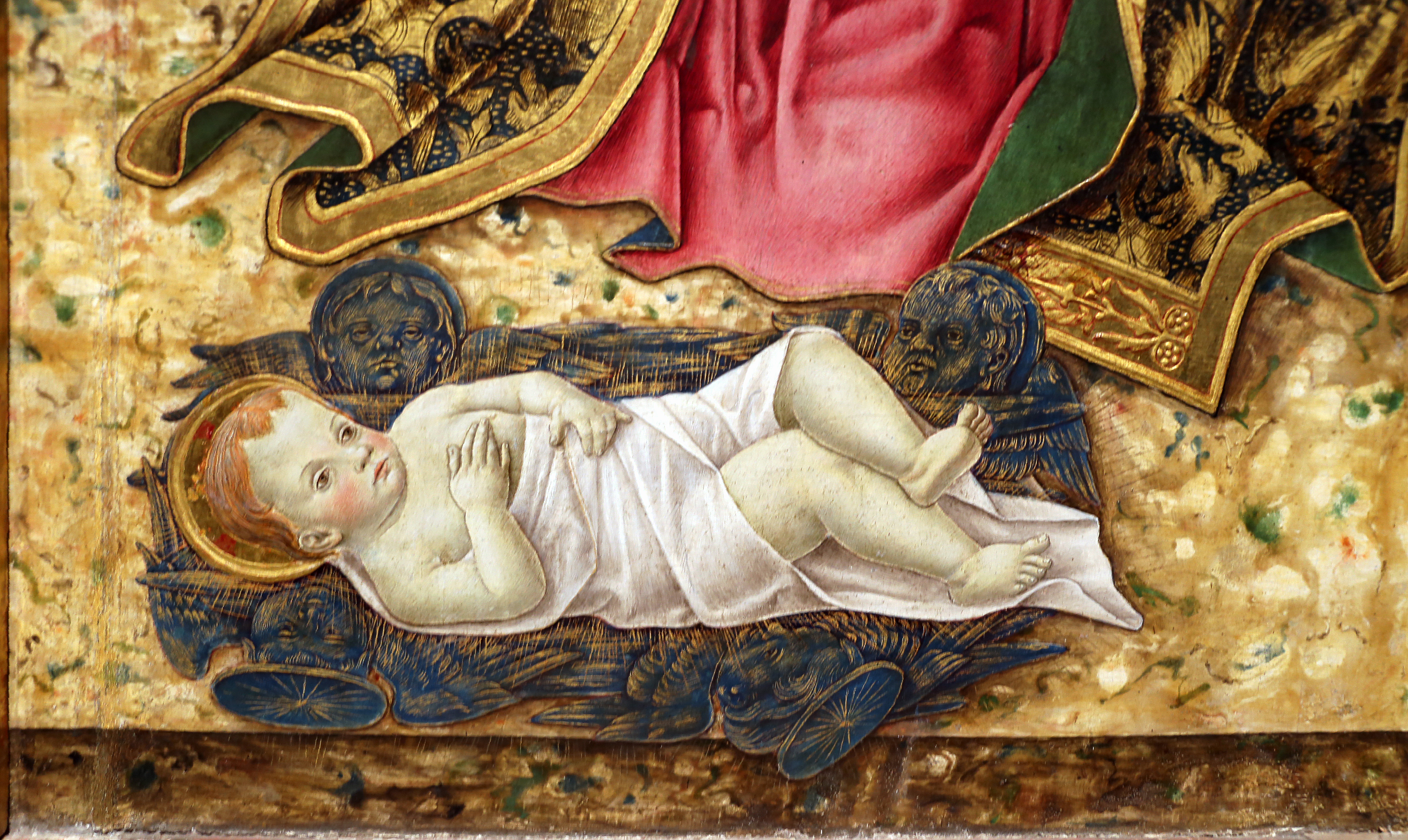
Младенец на херувимах

На картине Витторе Кривелли видение Бригитты Шведской «используется с чрезвычайной свободой»: Мадонна стоит на мраморном полу, а младенец находится на четырёх херувимах из золота и лазурита. Надпись на ленте, находящейся в верхней части картины на уровне лица Мадонны, предположительно, составленная монахом-францисканцем, содержит призыв к вере в Христа и намёк на неспособность человека рационально понять непостижимые вопросы, такие как Воплощение. Фон, составленный из «разнородных» и «абсурдных» фигур, должен символизировать непередаваемую богословскую тайну образно и в то же время погрузить зрителя в своеобразную медитацию. Среди таких фигур: неестественный переворот пола (он так наклонён к зрителю, что ребёнок почти сползает за пределы картины), яблоко — символ греха Адама, который искупил Христос, огурец, возможно, намекающий на Воскресение, стеклянная ваза с красными гвоздиками, символы соответственно чистоты Мадонны и её любви. Единственный элемент, который в картине может скрывать намёк на непорочность Мадонны, — это роспись её мантии, где происходит борьба между драконом с крыльями летучей мыши и летящей на него птицей, возможно, фениксом.

## Изучение творчества

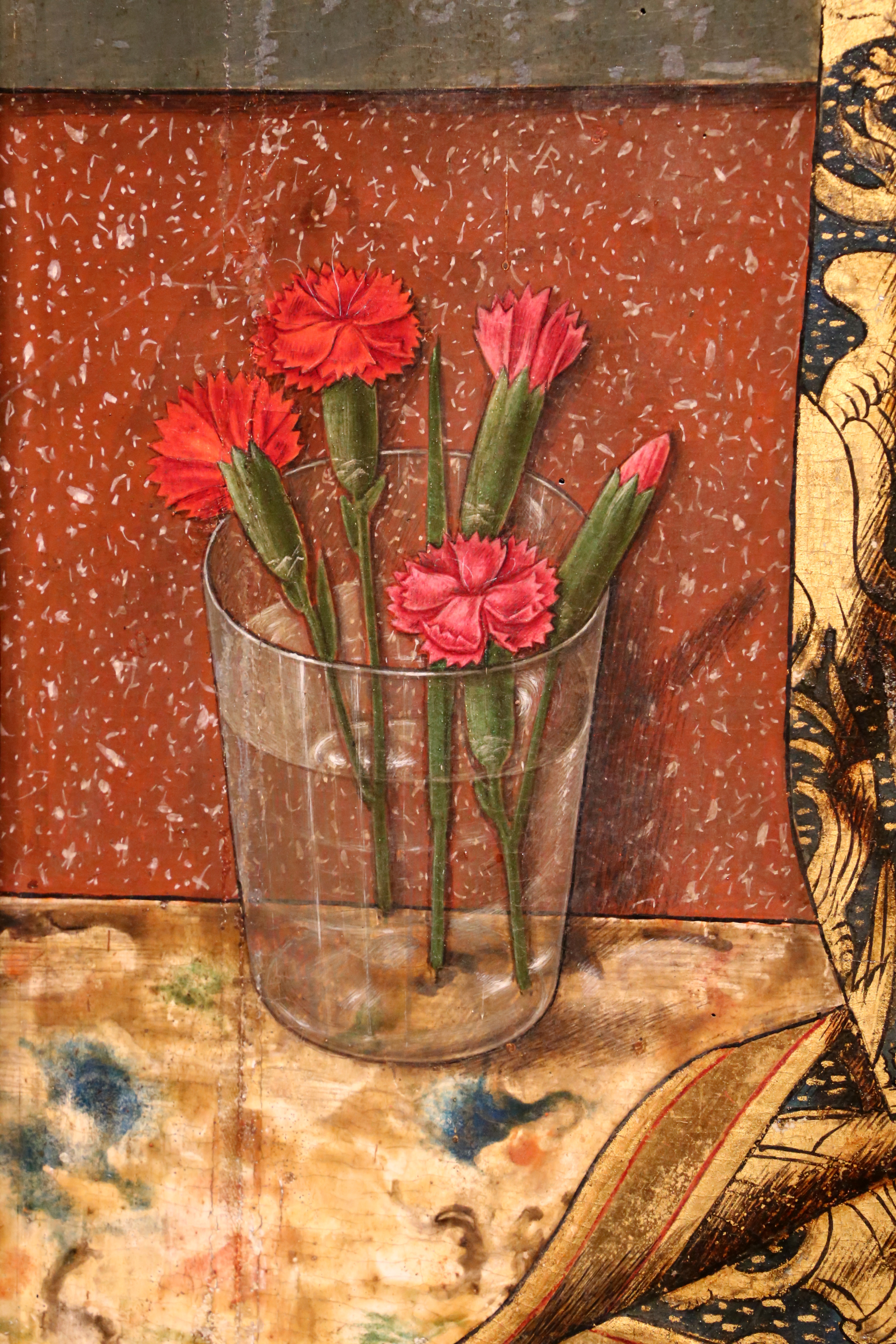
Гвоздики, любимые художником, на картине «Мадонна, поклоняющаяся младенцу» из Фалероне

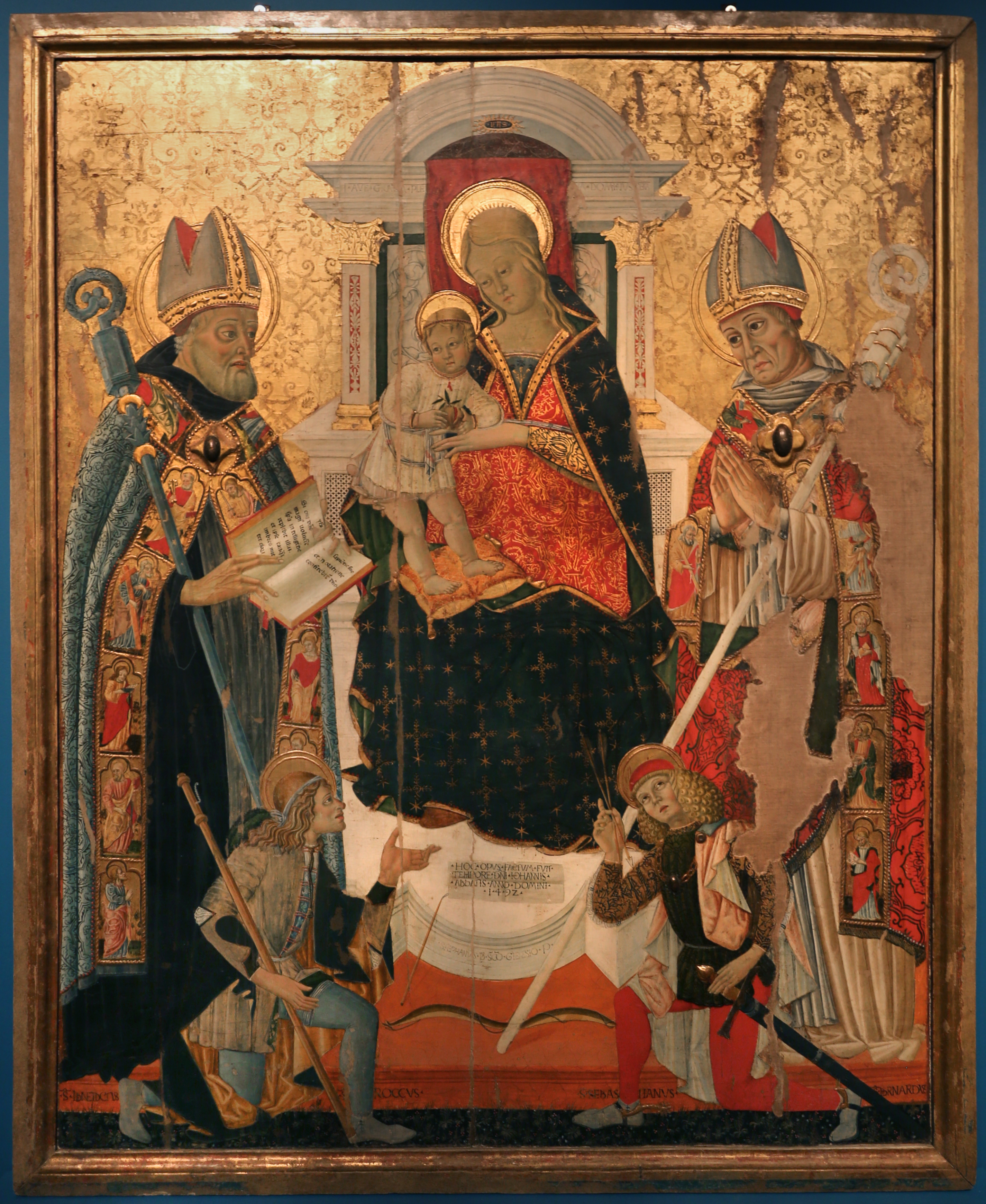
Стефано Фолькетти. Мадонна на троне и святые, 1492

Спустя половину столетия после смерти Витторе Кривелли, Джорджо Вазари, составлявший сборник биографий итальянских художников, ни разу не упоминает имя живописца в своей книге, впрочем, как и имя его старшего брата Карло. Сразу после смерти Витторе, как и его брат, был забыт, но, если Карло Кривелли привлёк пристальное внимание искусствоведов ещё в середине XIX века, то первая выставка, посвящённая Витторе, состоялась только в 2011 году в провинциальном итальянском городе Сарнано. Выбор места проведения выставки диктовался возможностью реконструировать атмосферу деятельности художника. Рецензенты подчёркивали «исключительную ценность ландшафта в центре великолепной долины у подножия гор» и дошедший до нашего времени «исторический центр средневекового происхождения, сохранившийся нетронутым в пределах городских стен среди старинных улиц, лестниц и захватывающих дух видов».
В XIX веке исследователи не воспринимали Витторе Кривелли как выдающегося художника. Например, Джозеф Арчер Кроу и Джованни Баттиста Кавальказелле в I томе своей книги «История живописи Северной Италии» (1912 год) писали: «Мы не будем подробно останавливаться на творениях родственника [Карло] Кривелли Витторио. Достаточно сказать, что он является подражателем своего великого прототипа и что его алтари обычно предназначались для мест в пределах области, которой мы посвятили [свою книгу]». Самым ранним творением Витторе они считали полиптих для кавалера Винчи, выполненный в 1481 году, а наиболее поздними — работы 1489 и 1490 годов, предназначенные для городка Монте-Сан-Мартино. Между этими датами они располагали остальные работы итальянского мастера. Ещё более сурово относился к Витторе старший современник Кроу и Кавальказелле Эжен Мюнц: «Относительно Витторе Кривелли, родственника и подражателя Карло, то у нас есть несколько очень плохих картин, которые датируются 1481—1490 годами».
Ко второй половине XX века историки искусства, по словам Дзампетти, «не очень внимательные даже к Карло», воспринимали Витторе как "эпигона старшего брата, и поэтому «лишали его места в искусстве XV века». Так, например, крупный итальянский искусствовед второй половины XX века Федерико Дзери писал: «Его работы имеют ценность зеркала, в котором вполне закономерно читать отражение подлинного искусства Карло…». Сам же Дзампетти писал, что на самом деле картины Витторе — «это всегда драгоценные предметы, выполненные с чрезвычайной формальной утончённостью, а его неповреждённые полиптихи… являются свидетельством очень высокого профессионализма». Он считал значительным влияние творчества художника на изобразительное искусство провинции Марке, особенно на юге этого региона. Среди художников, которые испытали наиболее сильное влияние Витторе Кривелли, он называл «деликатного и чувствительного» Стефано Фолькетти из Сан Джинезио.
В 1972 году вышла в свет книга итальянского искусствоведа Сандры да Проввидо «Живопись Витторе Кривелли» (итал. «La pittura di Vittore Crivelli»), а в 1998 году — сборник «Витторе Кривелли и живопись его времени в Фермано» (итал. «Vittore Crivelli e la pittura del suo tempo nel Fermano»). В 2001 году художественный критик и политик левой ориентации Витторио Згарби в сотрудничестве с историком искусства Стефаном Папетти посвятил Витторе Кривелли фрагмент в своём каталоге «Художники эпохи Возрождения в Сан-Северино-Марке», отражавшем незадолго до этого прошедшую выставку местных художников в небольшом итальянском городке.
Картина Витторе Кривелли «Мадонна с младенцем» в сентябре 2007 года была представлена на выставке одной картины «Объект месяца» по случаю столетия Музея города Загреба в его экспозиции. Она была передана музею в дар как часть коллекции из 109 предметов XV—XX веков (антикварная мебель, картины, скульптуры, ремесленные изделия) от художницы и поэта Каты Дуйшин-Рибар в 1976 году. Согласно семейным преданиям, картина принадлежала епископу Шибеника Мато Занони из Трогира (1895—1903), который был связан с Гаттинами — предками художницы.
Состоявшаяся вслед за этим крупная персональная выставка 2011 года показала, что Витторе был самобытным художником, но так и не вызвала массового интереса к его творчеству. Она называлась «Витторе Кривелли от Венеции до Марке. Мастера эпохи Возрождения на Апеннинах» и проходила с мая по ноябрь. В дополнение к произведениям венецианского мастера на выставке были представлены также работы других художников, работавших в художественных центрах Марке во второй половине XV века. Экспонировались малоизвестные работы из музеев за пределами Италии и частных коллекций. Кураторы назвали выставку откровением, имея в виду, что фигура Витторе в представлениях искусствоведов была в тени личности его старшего брата. Выставка представила младшего Кривелли независимым и оригинальным живописцем, чутким к новым идеям в иконографии. Часть экспозиции была посвящена реставрации двух наиболее значительных картин, представленных в Сарнано: «Мадонны дель Монте» Карло Кривелли и «Мадонны делла Синтола» Витторе Кривелли в лаборатории под руководством Симона Сеттембри. По итогам выставки был выпущен каталог, в который вошли также статьи, посвящённые биографии и отдельным проблемам творчества Витторе Кривелли. Целую серию статей в 2010-е годы посвятила творчеству художника итальянская исследовательница Франческа Кольтринари
В 2018 году работы Витторе Кривелли были представлены на выставке «Кватроченто в Фермо. Традиция и достижения от Никола ди Улиссе к Карло Кривелли». Выставка проходила в Фермо и Асколи-Пичено с апреля по октябрь. Работы художника вошли в один из шести разделов экспозиции под названием «Фермо 1468—1479: город Карло и Витторе Кривелли».
Информационно-туристический центр в Фермо разработал тематический маршрут «Кривелли и последователи» (итал. «Crivelli e i Crivelleschi»), позволяющий туристам проследить творчество художников испытавших на себе влияние творчества Карло и Витторе Кривелли на фоне современной повседневной жизни итальянской провинции. Маршрут включает знакомство с работами Витторе Кривелли, находящимися не только в государственных музеях, но и в приходских церквях небольших городов. Национальная ассоциация по охране исторического, художественного и природного наследия разработала в том же году подобный маршрут, посвящённый только творчеству Витторе Кривелли — «Витторе Кривелли в Марке» (итал. «Vittore Crivelli nelle Marche»).

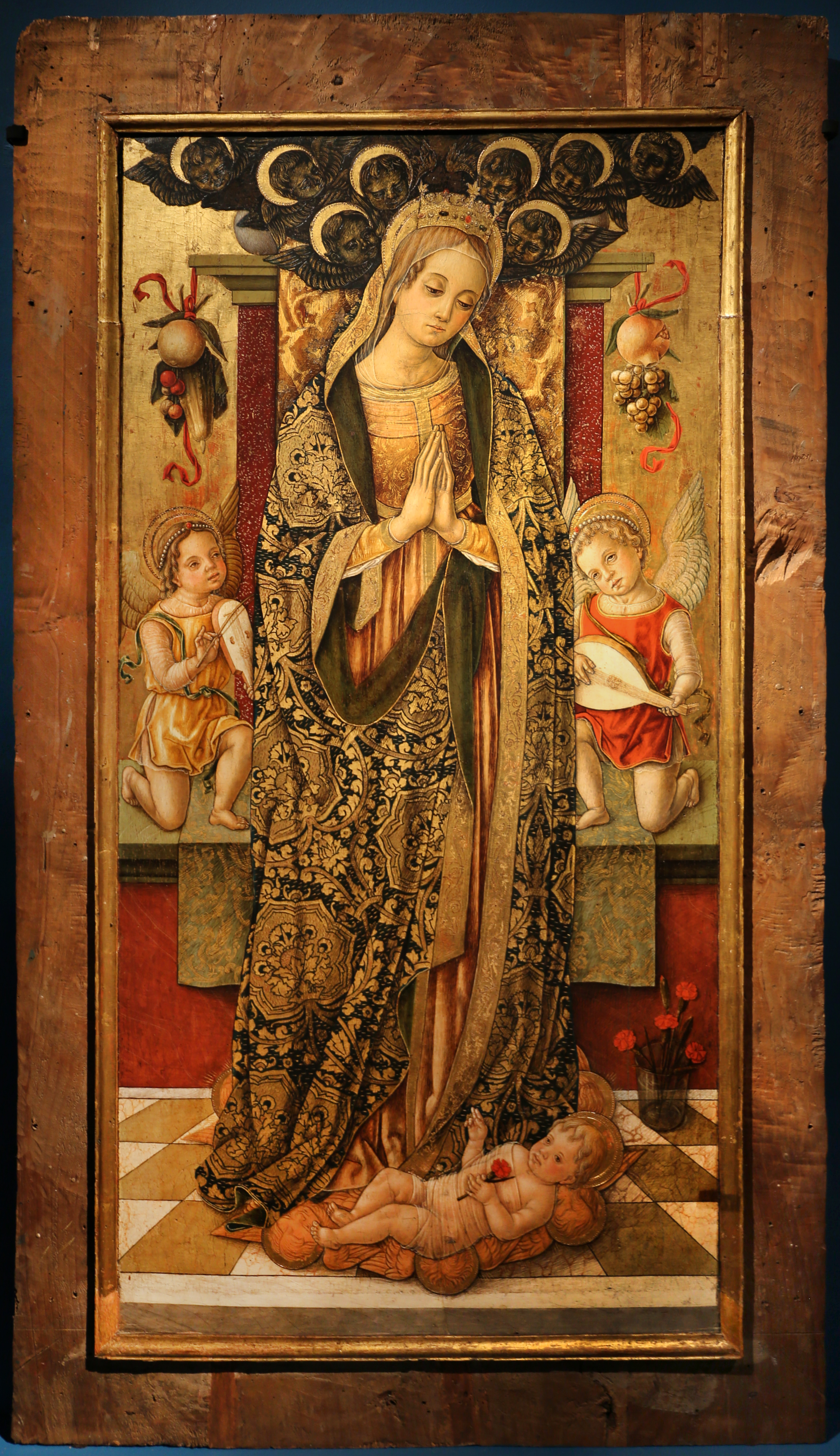
Мадонна, поклоняющаяся младенцу и музицирующие ангелы, 1490—1501. Городская пинакотека в Сарнано
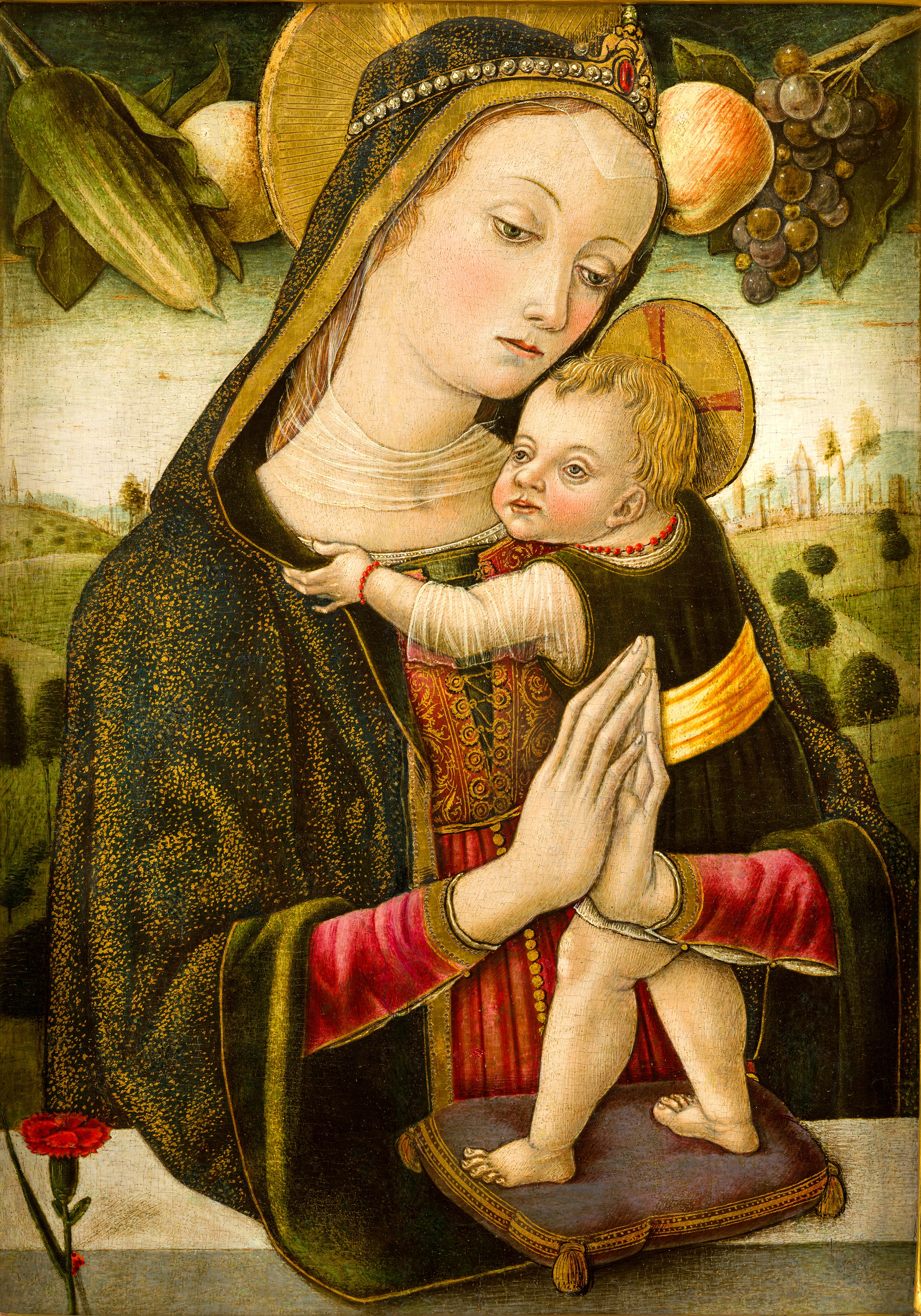
Мадонна с младенцем, последняя четверть XV века (49 х 35,3 см, темпера и позолота на дереве). Вавельский замок, инв. 7959
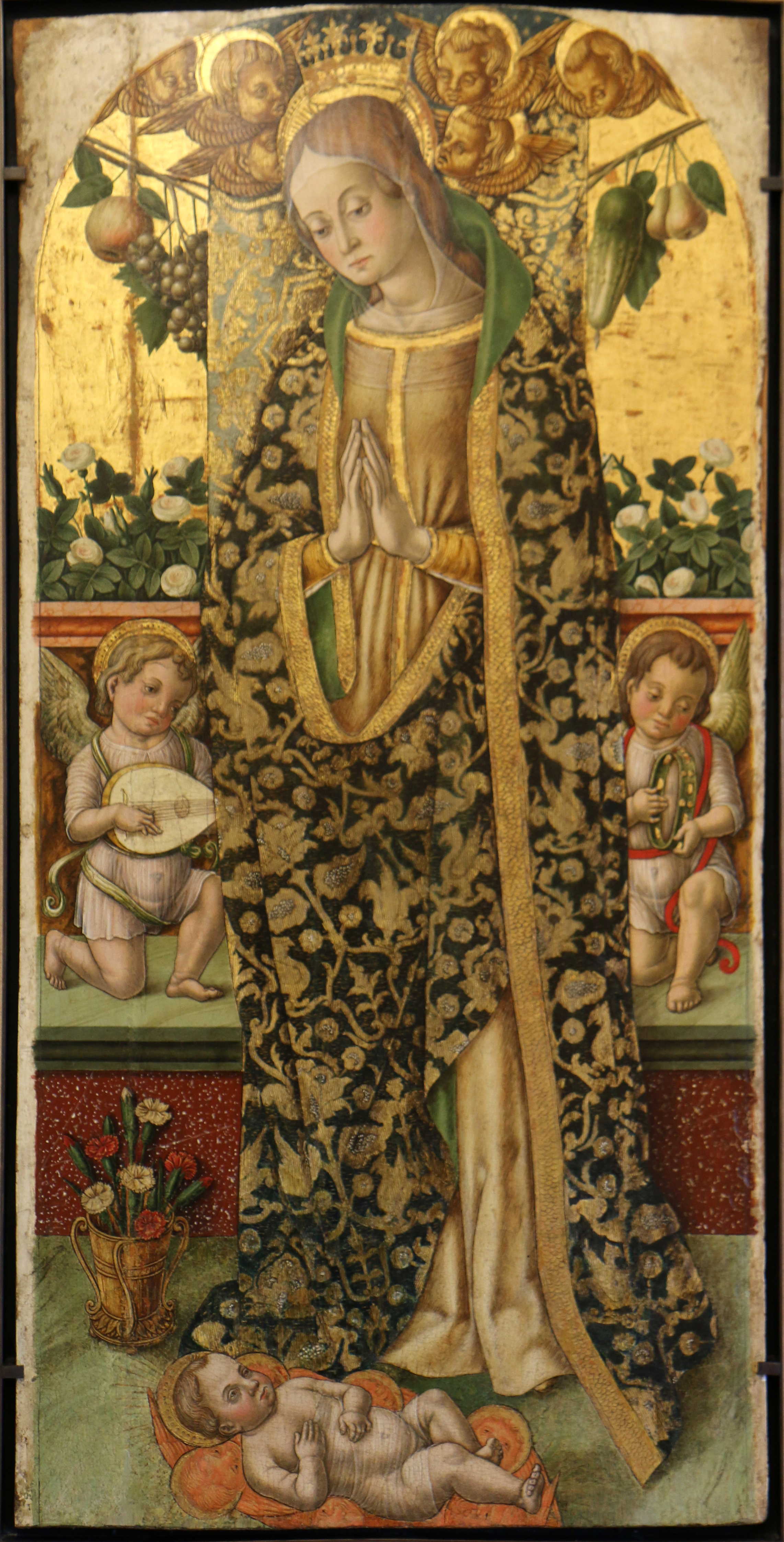
Мадонна, поклоняющаяся младенцу, около 1485. Музей Пти-Пале[фр.] в Авиньоне, инв. MI 493 (темпера и золото на тополе, 59 х 120 см)